# Otzberg
Otzberg ist eine Gemeinde im südhessischen Landkreis Darmstadt-Dieburg im Odenwald. Die Gemeinde Otzberg entstand am 31. Dezember 1971 durch Zusammenschluss von sechs ehemals selbständigen Gemeinden im Rahmen der Gebietsreform in Hessen. Alle Ortsteile liegen am Otzberg, dem Namensgeber der Gemeinde, der von der Veste Otzberg gekrönt ist.

## Geographie

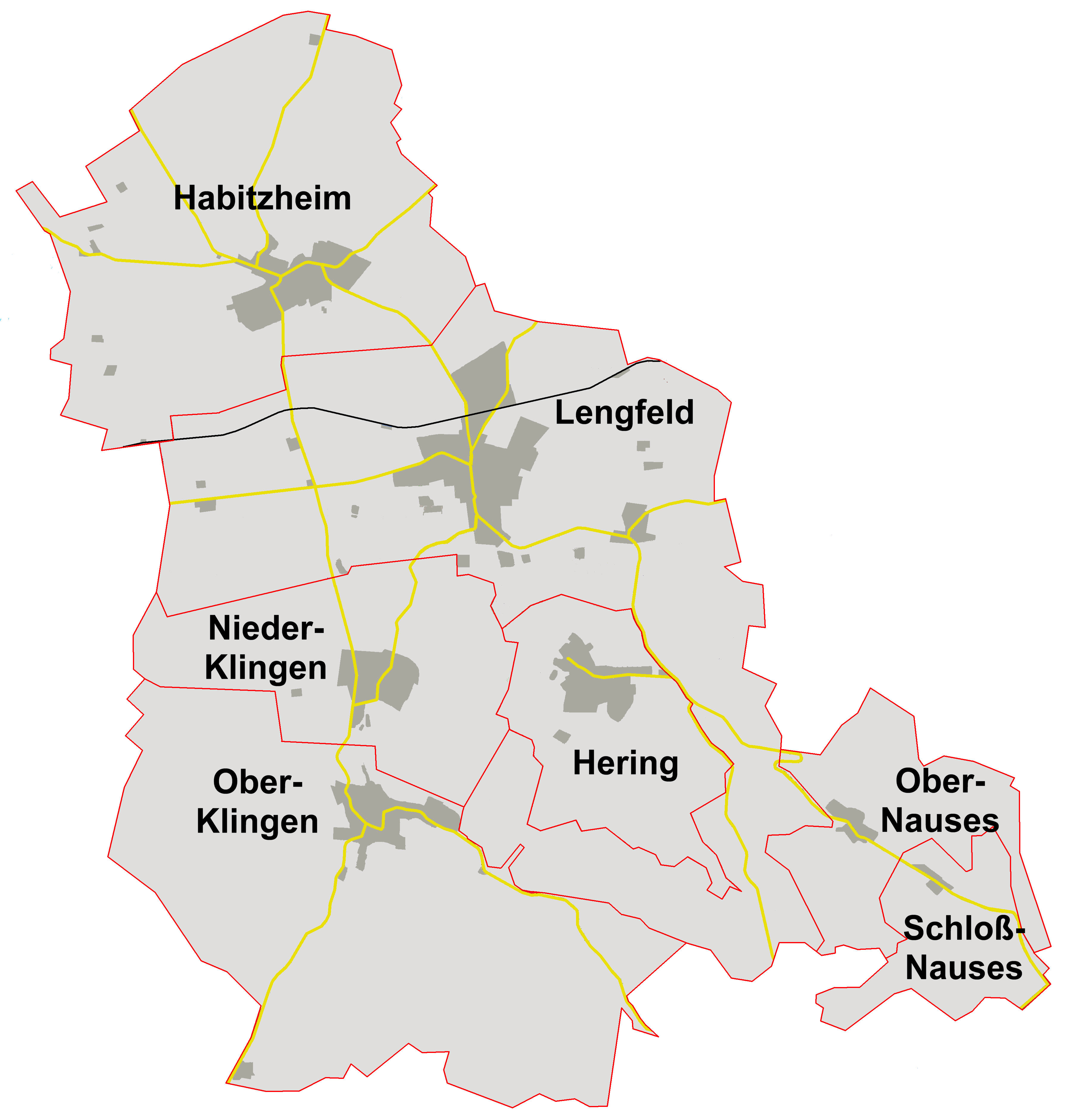
Gemeindekarte Otzberg

### Geographische Lage
Die Gemeinde Otzberg liegt im nördlichen Odenwald in Süd-Hessen, hin zum flach verlaufenden Dieburger Becken.
Der Otzberg, ein erloschener Vulkan überragt mit 367 m ü. NN die Umgebung um 130 bis 200 Meter und wird bekrönt von der Veste Otzberg. Er stellt eine weithin sichtbare Landmarke im nördlichen Odenwald dar. Bei guten Sichtverhältnissen reicht der Blick von hier aus bis nach Frankfurt am Main und in den Taunus.

### Geologie
Der Otzberg ist ein Restvulkan im Umfeld des Böllsteiner Gneises. Er liegt – und das ist der Grund für seine Entstehung – auf einer alten Störungszone (Otzbergspalte), die sich nach Süden fortsetzt und den östlichen →Böllsteiner von dem ca. 50 Mio. Jahre jüngeren westlichen Bergsträßer Odenwald (u. a. die westlich angrenzende →Flasergranitoidzone) trennt.
Der Böllsteiner Gneis und der Basalt-Otzberg entstanden durch große Bewegungen der Erdkruste in zwei verschiedenen Erdzeitaltern:
- Im Erdaltertum (Paläozoikum) wanderte durch die Kontinentaldrift ein Südkontinent auf einen Nordkontinent zu.[3] Dadurch kollidierten dazwischenliegende Zwerg-Kontinente und in der Devon und Karbon-Zeit (vor etwa 380-320 Mio. Jahren) wurde das variszische Gebirge, zu dem der Odenwald zählt, aufgeschoben.[4] In der Vorgeschichte bildete sich bereits der Böllsteiner Gneis. Er ist aus granitischen Gesteinen hervorgegangen, die vor etwa 410 Mio. Jahren als Gesteinsschmelzen von unten in ältere sedimentäre Gesteine eingedrungen sind. Diese wurden gemeinsam – infolge der Zusammenschiebungen – in tiefere Bereiche der Erdkruste versenkt und dort bei hohem Temperatur-Druck zu Schiefern und Gneisen umgewandelt. An der Otzbergspalte verschweißten sich diese Gesteine – im weiteren Verlauf der Plattenkollision – mit denen des Bergsträßer Odenwaldes.
- Viele Millionen Jahre später, das Gebirge war bereits weitgehend bis zu seinem Rumpf abgetragen und mächtige →Buntsandstein-, Muschelkalk-, Keuper und Jura[5] – Ablagerungen hatten das Landschaftsbild verändert, kam es in Mitteleuropa wieder zu starken Bewegungen in der Erdkruste: In Verbindung mit einer Rift-Zone vom Mittelmeer bis an die Nordsee brach – im Tertiär vor ca. 45 Mio. Jahren – der Oberrheingraben ein – und parallel dazu der Erbacher-Michelstädter Graben. Zu dem Senkungsgebiet im Rhein-Main-Raum gehört auch die Reinheimer-Bucht. In der Folge zerlegten viele Kreuz- und Querklüfte das Gebiet des heutigen Odenwaldes in Gebirgsblöcke und Gräben, so dass Magmamassen an die Oberfläche vordringen konnten. So entstanden im mittleren und nördlichen Odenwald vor ca. 35-20 Mio. Jahren Vulkane wie der Otzberg. Einige Spalten füllten sich mit erzführenden Quarz- und Schwerspatlösungen.
- Die vulkanischen Decken sind inzwischen – ebenso wie die Buntsandstein-, Muschelkalk-, Keuper- und Jura – Ablagerungen – durch die Erosion abgetragen worden. Übrig geblieben sind die Basaltsäulen am Burgberg – als Reste der Kraterfüllung. Der kristalline Gebirgsrumpf wurde wieder freigelegt, Flüsse schnitten Täler ein und so bildete sich das heutige Landschaftsbild.

Zeugen der geologischen Vergangenheit sind Relikte der Steinbrüche und Bergwerke:
- Basaltsteinbruch zur Pflastersteingewinnung am Otzberg (sh. Basaltsäulen)
- Feldspatabbau zur Porzellanherstellung: bei Hering (1880)
- Schwerspatabbau (Baryt) östl. von Hering (1870)
- Eisenerzbergbau ist seit 1472 urkundlich belegt: Abbau im Schwerspatgang bei Zipfen und Wiebelsbach (ab 1850) und in Quarz-Eisenglanzgängen südl. Hering.

### Ausdehnung des Gemeindegebiets
Die Gemeinde Otzberg ist 41,95 km² groß und somit eine der größten Flächengemeinden im Landkreis Darmstadt-Dieburg. Das Gemeindegebiet hat an den weitesten Stellen eine Ausdehnung von etwa 8 bzw. 9,2 Kilometer.

### Nachbargemeinden
Im Norden und Osten grenzt Otzberg an die Stadt Groß-Umstadt, im Süden an die Gemeinden Höchst und Brensbach (beide Odenwaldkreis) und im Westen an die Stadt Reinheim und die Gemeinde Groß-Zimmern.

### Gemeindegliederung
Die Gemeinde besteht aus den Ortsteilen Habitzheim, Hering, Lengfeld (Sitz der Gemeindeverwaltung) mit Zipfen, Nieder-Klingen, Ober-Klingen und Ober-Nauses mit Schloß-Nauses.

## Geschichte

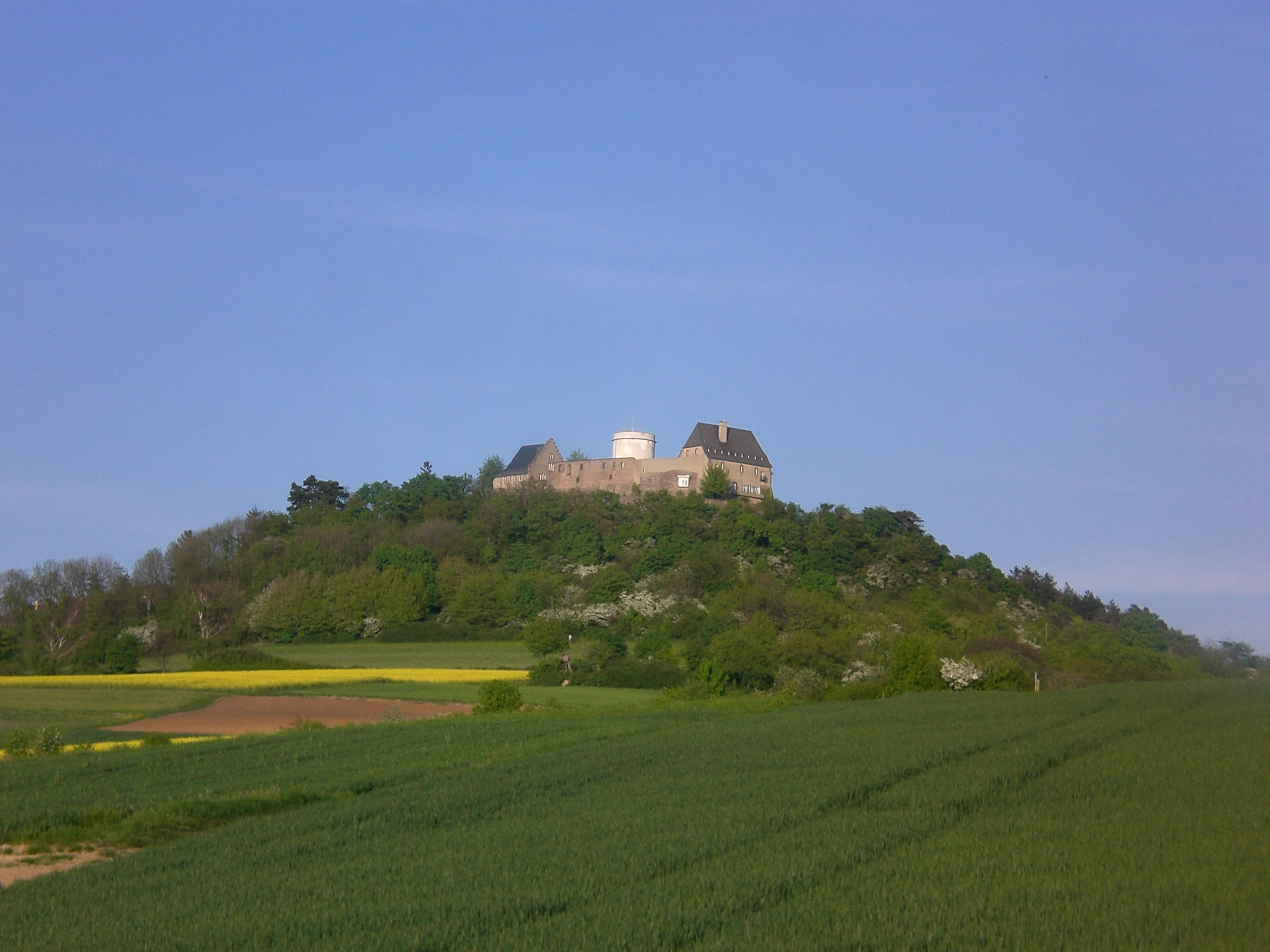
Das Wahrzeichen und Namensgeber der Gemeinde Otzberg die Veste Otzberg

Die Besiedlung um Lengfeld reicht bis in die Jungsteinzeit (5500 bis 2500 v. Chr.) zurück. Dies beweisen unter anderem Funde, die im Jahr 2008 im Lengfelder Baugebiet Pfarrers Dreispitz (49° 50′ 16″ N, 8° 54′ 5″ O) gemacht wurden. Dort wurden jahrtausendalte Abfallgruben entdeckt, in denen sich unter anderem auch verzierte Tonscherben, deren Muster für die Rössener Kultur typisch sind, befanden.
Um 500 v. Chr. gehörten die Bewohner rund um Lengfeld zu den Kelten.
Auch die Römer hatten Siedlungen um den Otzberg. Man nimmt an, dass sie zusammen mit Resten verschiedener germanischer Stämme lebten. Die beherrschten die Gegend bis 260.
Der Otzberg gehörte zur villa autmundistat mit Zubehör (autmundistat=Umstadt, heute Groß-Umstadt), einem karolingischen Königshof, den Pippin 766 „mit Zubehör“ der Reichsabtei Fulda schenkte.
Vermutlich übte bereits Pfalzgraf Konrad die Vogtei über den fuldischen Besitz am Nordrand des Odenwalds aus. Sicher ist, dass 1214 die fuldische Obervogtei über Umstadt und Höchst an die Pfalzgrafen übergegangen ist.
In einer Urkunde aus dem Jahr 1231 bestätigt der Mainzer Erzbischof Siegfried III. als Treuhänder der Abtei Fulda dem Pfalzgrafen Otto II. eine Vereinbarung zur Mitbenutzung der Burg Otzberg. Dies ist die erste urkundliche Erwähnung einer Burg auf dieser Bergkuppe. Endgültig gingen die Gebiete um den Otzberg 1390 an den Pfalzgraf Ruprecht II.
Im Zuge des Landshuter Erbfolgekriegs ging 1504 das Oberamt Otzberg an Landgraf Wilhelm II. von Hessen, der es militärisch einnahm. Er zog mit 20.000 Mann Fußvolk und 2.000 Reitern nach Südhessen und machte Hippenheim und Wächterstbach (beide sind heute Wüstungen) dem Erdboden gleich, auch die anderen Orte um den Otzberg sind hiervon nicht verschont geblieben. Schon 1507 kam das Oberamt wieder in den Besitz der Pfalz zurück.
Im Verlauf des Dreißigjährigen Krieges schenkte 1626 Kaiser Ferdinand II. das Oberamt dem Landgrafen Ludwig V. Bis zum Ende des Krieges blieb Lengfeld hessisch. Der Westfälische Friede von 1648 sprach dem neuen Pfalzgrafen Karl I. Ludwig die alten Gebiete wieder zu.
1690 heißt es in der Schilderung der Rheinischen Pfalz von Johann Christoph Wagner Der Pfaltz am Rhein. Staat= Land= Stædt= Und Geschicht= Spiegel:
Utzberg oder Otzberg
Ist ein Chur=Pfältzisch Ampt und Schloß disseit Rheins/ unfern Franck=furt gelegen/ nahe bey Umstatt/ in dem Odenwald. Wozu auch die Stadt Um=stadt gehöret. Im 30.Jährigen Teutschen Kriege hat der Landgraf zu Hessen Darmstadt die beede Aempter Utzberg und Umstatt an sich gebracht; nunmehro aber gehöret die Helffte an Chur=Pfaltz/ die andere Helffte an Hessen=Darmstadt.
Nach dem verheerenden Krieg betrieb die Kurpfalz auf ihrem Gebiet eine durch religiöse Toleranz geprägte Wiederansiedlungspolitik. Doch die in der unruhigen Folgezeit ausbrechenden Kriege wie der Pfälzische Erbfolgekrieg (1688–1697) und der Spanische Erbfolgekrieg (1701–1714) machte viele der Bemühungen wieder zunichte und Zehntausende Pfälzer emigrierten u. a. nach Nordamerika und Preußen.
Auch in religiöser Hinsicht war die Zeit nach dem Dreißigjährigen Krieg von großer Unruhe geprägt. 1685 starb die reformierte Linie Pfalz-Simmern aus und die katholischen Vettern der Linie Pfalz-Neuburg traten mit Kurfürst Philipp Wilhelm die Regierung in der Kurpfalz an. Dieser ordnete die Gleichstellung des katholischen Glaubens, in der mehrheitlich evangelischen bevölkerten Pfalz, an. Schon während des Pfälzischen Erbfolgekriegs hatte Frankreich versucht, in den eroberten Gebieten die Gegenreformation voranzutreiben, und etliche katholische Pfarreien gegründet. Der Krieg endete 1697 mit dem Frieden von Rijswijk, der die Stellung des zu diesem Zeitpunkt regierenden katholischen Kurfürsten Johann Wilhelm stärkte. Dies führte am 26. Oktober 1698 zum Erlass des Simultaneum. Danach waren die Katholiken berechtigt, alle reformierten Einrichtungen wie Kirchen, Schulen und Friedhöfe mitzunutzen, während dies umgekehrt nicht erlaubt wurde. Weiterhin wurde die bis dahin selbständige reformierte Kirchenverwaltung dem Landesherren unterstellt. Erst auf Betreiben Preußens kam es 1705 zur sogenannten Pfälzischen Kirchenteilung, in der das Simultaneum rückgängig gemacht wurde und die Kirchen im Land wurden mitsamt Pfarrhäusern und Schulen zwischen den Reformierten und den Katholiken im Verhältnis fünf zu zwei aufgeteilt. Sonderregelungen gab es für die drei Hauptstädte Heidelberg, Mannheim und Frankenthal sowie die Oberamtsstädte Alzey, Kaiserslautern, Oppenheim, Bacharach und Weinheim. In den Städten mit zwei Kirchen sollte die eine den Protestanten und die andere den Katholiken zufallen; in den anderen, wo nur eine Kirche bestand, der Chor vom Langhaus durch eine Mauer geschieden, und jener den Katholiken, dieses den Protestanten eingeräumt werden. Den Lutheranern wurden nur jene Kirchen zugestanden, die sie im Jahr 1624 besaßen oder danach gebaut hatten.
Das Oberamt Otzberg blieb kurpfälzisch bis 1803, als der Landgraf von Hessen-Darmstadt durch den Reichsdeputationshauptschluss die rechtsrheinischen Gebiete erhielt.

### Ortsname und Verwaltungszugehörigkeit
In den historischen Dokumenten ist die namensgebende Burg Otzberg im Laufe der Jahrhunderte unter wechselnden Namen belegt (in Klammern das Jahr der Erwähnung):
| Otzberg (1231)                         | Oetsperg (1322)       | Oytsberg (1390)                                     |
| Otsberg (1246, 1250, 1350, 1343, 1390) | Odisberg (1338, 1443) | Otisberg; Otzsperg (1399)                           |
| Othesberg (1251)                       | Odsberg (1381)        | Otzberg; Oezberg; Otßberg, Otsberg, Otzsperg (1427) |
| Ottersberg (1257)                      | Otzpperg (1383)       | Ottsburg (1608, 1632)                               |

Die Burg und Ort wurden wie folgt verwaltet:
- 1305: Amt Otzberg
- ab 1390: pfälzische Amtsburg (Oberamt Otzberg)
- ab 1803: Landgrafschaft Hessen-Darmstadt, Fürstentum Starkenburg, Amt Otzberg
- ab 1806: Großherzogtum Hessen, Provinz Starkenburg, Amt Otzberg
- weitere Details siehe Geschichte der Ortsteile
- 1971 gehört die neu gegründete Gemeinde zum Landkreis Dieburg.
- ab 1977: Landkreis Darmstadt-Dieburg, in dem der Landkreis Dieburg im Zuge der Gebietsreform in Hessen aufging

### Erstnennung der Ortsteile
Erstmals wurden die Orte rund um den Otzberg im 13. Jahrhundert genannt, beginnend mit der Veste Otzberg, die 1231 als Othesberg genannt wurde.
Mit der Erwähnung der Burgmannen der Veste Otzberg 1244 wurde auch Lengfeld genannt.
1261 wurde Klingen als Clingin genannt, welches der beiden Klingen gemeint war, ist nicht bekannt. Erst 1357 wurde zwischen Nieder-Klingen (Nydern Clingen) und 1383 Ober-Klingen (Obern Clingen) unterschieden.
Von Habitzheim ist erstmals im Jahr 1262 als Habuthisheim in einer Urkunde die Rede.
1322 wurde erstmals Hering als suburbium castri Oetsperg (Unterstadt der Veste Otzberg) genannt.
Schon im 11. Jahrhundert war Nauses unter dem Namen Nyuusaze bekannt. 1357 wurde Ober-Nauses als Obern-Nauweseste und 1471 Schloß-Nauses als daz Sloßlin Nuwses genannt. Der jüngste Ort der Gemeinde Otzberg ist Zipfen, im Jahr 1784 als der Zipf erwähnt.

### Geschichte der Ortsteile

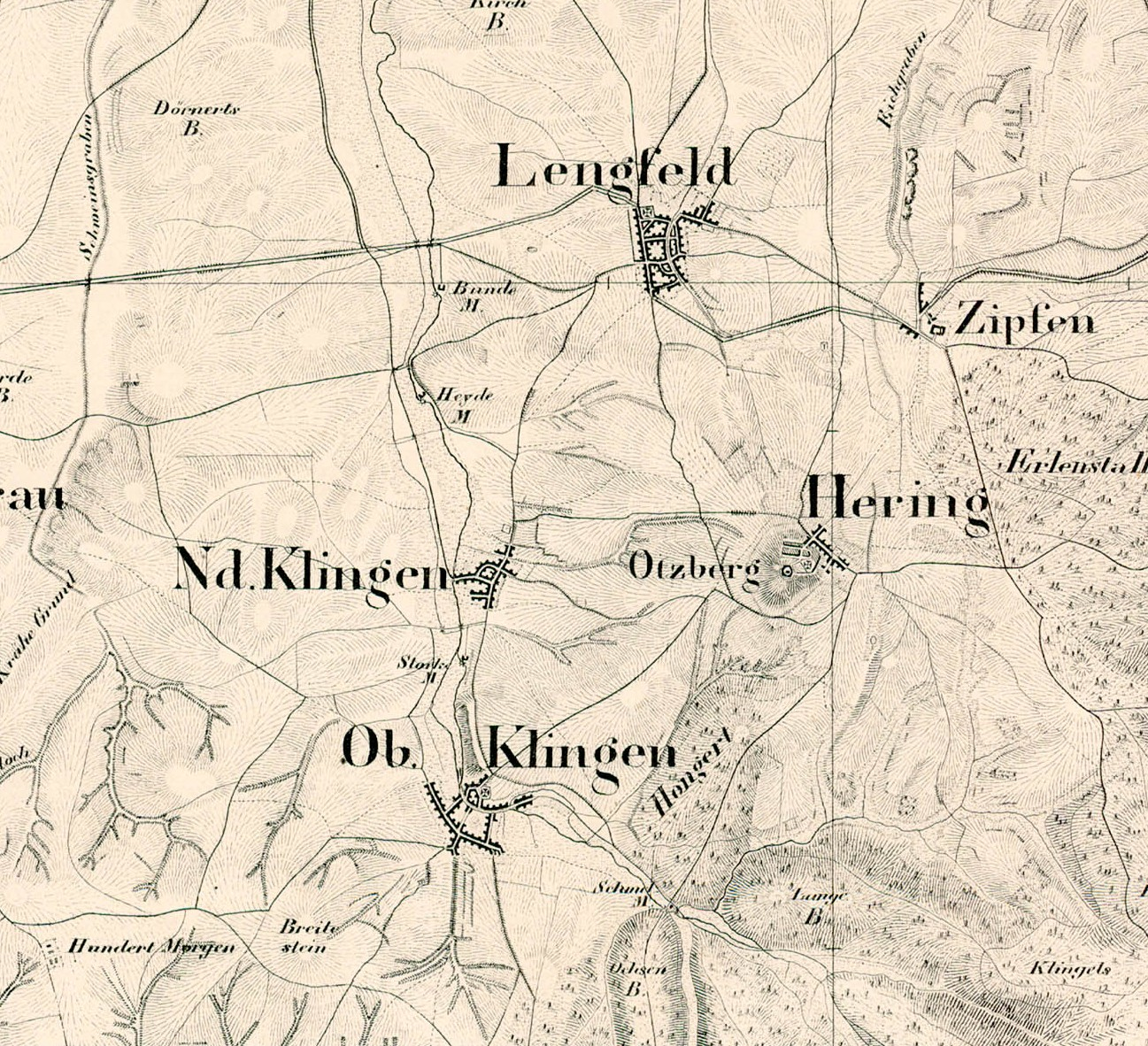
Ortsteile von Otzberg in der Karte von dem Großherzogthume Hessen (1832–1850)

### Zusammenschluss mit der Gebietsreform

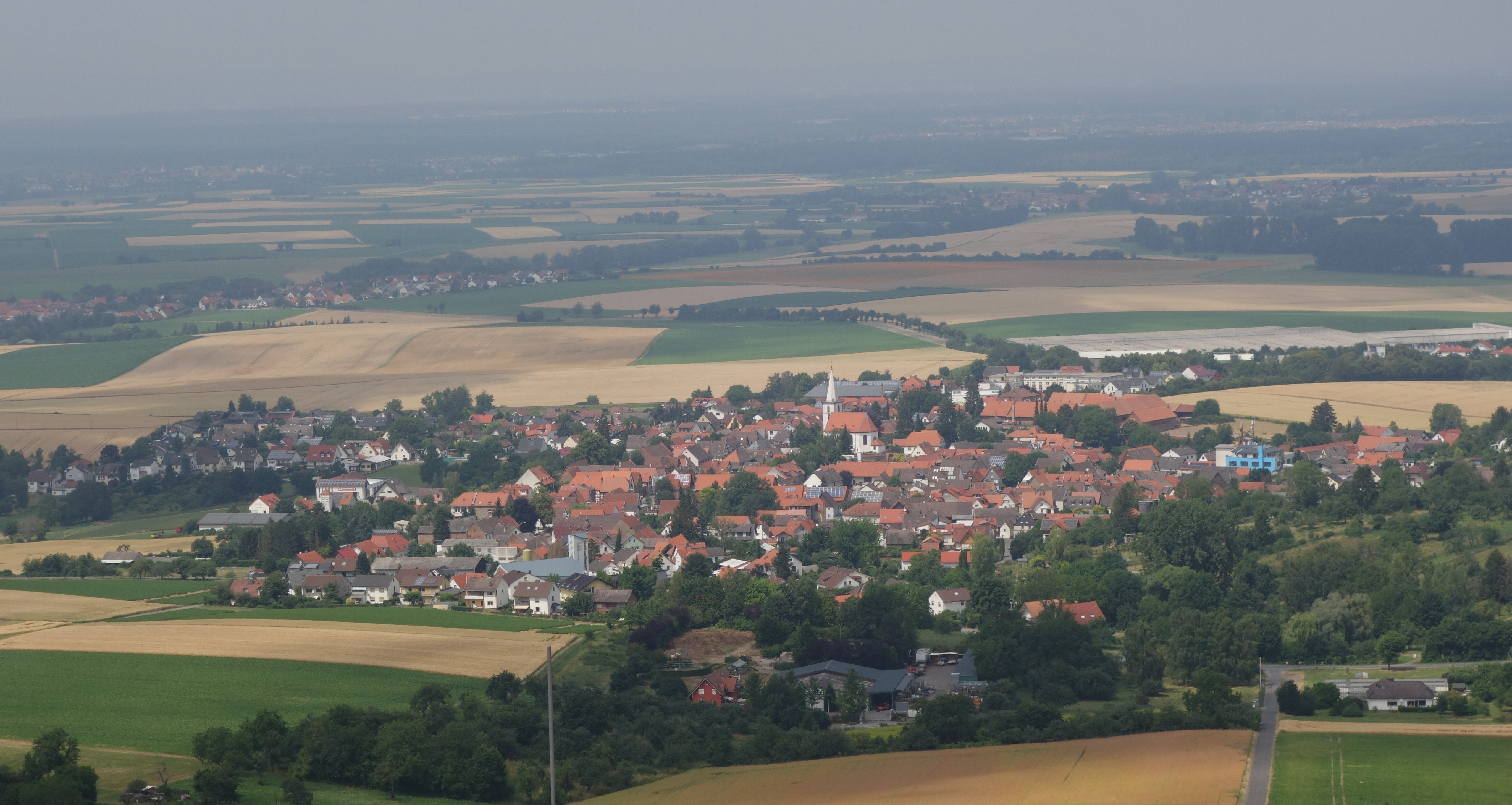
Blick auf Lengfeld, Sitz der Gemeindeverwaltung, von der Veste Otzberg

1970 beschloss das Land Hessen eine seit 1969 diskutierte Neugliederung der Kreise und Gemeinden im Rahmen der Gebietsreform in Hessen. Die Parlamentarier wussten, dass sie die vorhandenen Widerstände der betroffenen Bevölkerung nur durch gute Argumentation sowie interessante Zusagen brechen konnten. So war eine der Zusagen, dass Gemeinden, die sich bis Ende 1971 zusammengeschlossen hatten, erhöhte Schlüsselzuweisungen bis 1980 zu erwarten hatten.
Außer den sechs Gemeinden, die heute die Ortsteile der Gemeinde Otzberg bilden, saßen zunächst auch die Vertreter von Wiebelsbach am Verhandlungstisch. Im Laufe der Diskussionen wandte sich Wiebelsbach nach einem Bürgervotum der Stadt Groß-Umstadt zu.
Bereits im Mai 1971 war man sich im Ausschuss für die Gemeindezusammenlegung – Ortsgruppe Lengfeld vom Grundsatz her über einen Grenzänderungsvertrag einig. So konnte der Zusammenschluss der ehemals selbständigen Gemeinden Habitzheim, Hering, Lengfeld (mit Zipfen), Nieder-Klingen, Ober-Klingen, Ober-Nauses (mit Schloß-Nauses) am 31. Dezember 1971 erfolgen.
Für alle ehemals eigenständigen Gemeinden wurden Ortsbezirke mit Ortsbeirat und Ortsvorsteher nach der Hessischen Gemeindeordnung gebildet. Sitz der Gemeindeverwaltung wurde Lengfeld.
Die Gemeinde Otzberg wächst weiter, so wurden seit dem Zusammenschluss viele weitere Wohngebiete und nach langem Ringen, ein Gewerbegebiet erschlossen, um Otzberg finanziell besser abzusichern.

## Bevölkerung

### Einwohnerentwicklung
| Otzberg: Einwohnerzahlen von 1970 bis 2020 | Otzberg: Einwohnerzahlen von 1970 bis 2020 | Otzberg: Einwohnerzahlen von 1970 bis 2020 | Otzberg: Einwohnerzahlen von 1970 bis 2020 | Otzberg: Einwohnerzahlen von 1970 bis 2020 |
| ------------------------------------------ | ------------------------------------------ | ------------------------------------------ | ------------------------------------------ | ------------------------------------------ |
| Jahr                                       |                                            |                                            |                                            | Einwohner                                  |
| 1970                                       | 1970                                       |                                            | 5.472                                      | 5.472                                      |
| 1972                                       | 1972                                       |                                            | 5.523                                      | 5.523                                      |
| 1975                                       | 1975                                       |                                            | 5.580                                      | 5.580                                      |
| 1980                                       | 1980                                       |                                            | 5.633                                      | 5.633                                      |
| 1985                                       | 1985                                       |                                            | 5.778                                      | 5.778                                      |
| 1990                                       | 1990                                       |                                            | 5.975                                      | 5.975                                      |
| 1995                                       | 1995                                       |                                            | 6.350                                      | 6.350                                      |
| 2000                                       | 2000                                       |                                            | 6.323                                      | 6.323                                      |
| 2005                                       | 2005                                       |                                            | 6.508                                      | 6.508                                      |
| 2010                                       | 2010                                       |                                            | 6.344                                      | 6.344                                      |
| 2011                                       | 2011                                       |                                            | 6.309                                      | 6.309                                      |
| 2015                                       | 2015                                       |                                            | 6.360                                      | 6.360                                      |
| 2020                                       | 2020                                       |                                            | 6.441                                      | 6.441                                      |
| Quellen: siehe folgende Liste              |                                            |                                            |                                            |                                            |

- Im Jahr 1970 zählten die in der Gemeinde Otzberg zusammengeschlossenen Gemeinden 5472 Einwohner.[15]
- Bei den Kommunalwahlen 1972 wurden, mit dem Stand März 1972, 5523 Einwohner zugrunde gelegt.[16]
- Die Einwohnerzahlen nach 1972 stammen Hessisches Statistisches Informationssystem.[17]
- Für 2011 werden Zahlen aus dem Zensus 2011[18] genutzt

### Einwohnerstruktur
Am 30. Juni 2006 hatte die Gemeinde insgesamt 6936 Einwohner in etwa 2885 Haushalten. Die Einwohner verteilen sich wie folgt: Lengfeld mit Zipfen: 2304 Einwohner, Habitzheim: 1529 Einwohner, Hering: 1025 Einwohner, Ober-Klingen: 994 Einwohner, Nieder-Klingen: 834 Einwohner, Ober-Nauses mit Schloß-Nauses: 250 Einwohner. Alle Angaben beziehen sich auf Einwohnerzahlen mit Nebenwohnungen.
Nach den Erhebungen des Zensus 2011 lebten am Stichtag, dem 9. Mai 2011, in Otzberg 6309 Einwohner. Darunter waren 283 (4,5 %) Ausländer, von denen 169 aus dem EU-Ausland, 63 aus anderen europäischen Ländern und 51 aus anderen Staaten kamen.
Nach dem Lebensalter waren 1086 Einwohner unter 18 Jahren, 2661 waren zwischen 18 und 49, 1416 zwischen 50 und 64 und 1143 Einwohner waren älter.
Die Einwohner lebten in 2614 Haushalten. Davon waren 690 Singlehaushalte, 730 Paare ohne Kinder und 916 Paare mit Kindern, sowie 225 Alleinerziehende und 53 Wohngemeinschaften.
In 480 Haushalten lebten ausschließlich Senioren und in 1770 Haushaltungen leben keine Senioren.

### Historische Religionszugehörigkeit
| • 1987: | 3565 evangelische (= 62,28 %), 1657 katholische (= 28,95 %), 502 sonstige (= 8,77 %) Einwohner   |
| • 2011: | 3186 evangelische (= 50,50 %), 1499 katholische (= 23,76 %), 1643 sonstige (= 26,04 %) Einwohner |

### Erwerbstätigkeit
Die Gemeinde im Vergleich mit Landkreis, Regierungsbezirk Darmstadt und Hessen:
|                                                   | Jahr | Gemeinde | Landkreis | Regierungsbezirk | Hessen    |
| ------------------------------------------------- | ---- | -------- | --------- | ---------------- | --------- |
| Sozialversicherungspflichtig Beschäftigte         | 2017 | 862      | 74.525    | 1.695.567        | 2.524.156 |
| Veränderung zu                                    | 2000 | +54,8 %  | +21,1 %   | +16,1 %          | +16,0 %   |
| davon Vollzeit                                    | 2017 | 63,8 %   | 68,3 %    | 72,8 %           | 71,8 %    |
| davon Teilzeit                                    | 2017 | 36,2 %   | 31,7 %    | 27,2 %           | 28,2 %    |
| Ausschließlich geringfügig entlohnte Beschäftigte | 2017 | 283      | 15.305    | 224.267          | 372.991   |
| Veränderung zu                                    | 2000 | +31,0 %  | +14,4 %   | +9,0 %           | +8,8 %    |

| Branche                         | Jahr | Gemeinde | Landkreis | Regierungsbezirk | Hessen |
| ------------------------------- | ---- | -------- | --------- | ---------------- | ------ |
| Produzierendes Gewerbe          | 2000 | 37,0 %   | 41,1 %    | 27,0 %           | 30,6 % |
|                                 | 2017 | 29,2 %   | 31,3 %    | 20,4 %           | 24,3 % |
| Handel, Gastgewerbe und Verkehr | 2000 | 14,4 %   | 26,1 %    | 26,4 %           | 25,1 % |
|                                 | 2017 | 15,2 %   | 26,8 %    | 24,7 %           | 23,8 % |
| Unternehmensdienstleistungen    | 2000 | 07,9 %   | 11,6 %    | 25,1 %           | 20,2 % |
|                                 | 2017 | 08,2 %   | 17,1 %    | 31,6 %           | 26,1 % |
| Sonstige Dienstleistungen       | 2000 | 33,9 %   | 18,8 %    | 20,1 %           | 22,5 % |
|                                 | 2017 | 42,7 %   | 23,6 %    | 23,0 %           | 25,4 % |
| Sonstiges (bzw. ohne Zuordnung) | 2000 | 06,8 %   | 02,4 %    | 01,4 %           | 01,5 % |
|                                 | 2017 | 04,6 %   | 01,1 %    | 00,3 %           | 00,4 % |

## Religion
In Otzberg gibt es acht christliche Gotteshäuser, davon sind drei katholischer und fünf evangelischer Glaubensrichtung.

### Evangelische Kirche
- Die Kirchengemeinden in Habitzheim und Lengfeld sind pfarramtlich miteinander verbunden. So gut wie in jedem Ortsteil verfügt die Evangelische Kirche über eine Kirche. Circa 1786 Einwohner sind evangelischer Konfession.
- Hering bildet mit Hassenroth (Gemeinde Höchst) eine Kirchengemeinde. In Hering steht ebenfalls eine evangelische Kirche, erbaut 1900. Etwa 420 Christen in Hering sind evangelisch.
- Ober-Klingen und Nieder-Klingen bilden jeweils eine Kirchengemeinde und sind pfarramtlich verbunden. Während die Kirche in Ober-Klingen etliche Jahrhunderte alt ist, wurde die Kirche in Nieder-Klingen 1907 eingeweiht. Ober-Klingen hat etwa 1000 Einwohner, davon sind etwa 700 Gemeindeglieder der evangelischen Kirchengemeinde. Nieder-Klingen hat etwa 750 Einwohner, davon sind etwa 600 evangelisch.

Die evangelischen Kirchengemeinden sind im Kirchspiel Otzberg zusammengefasst.

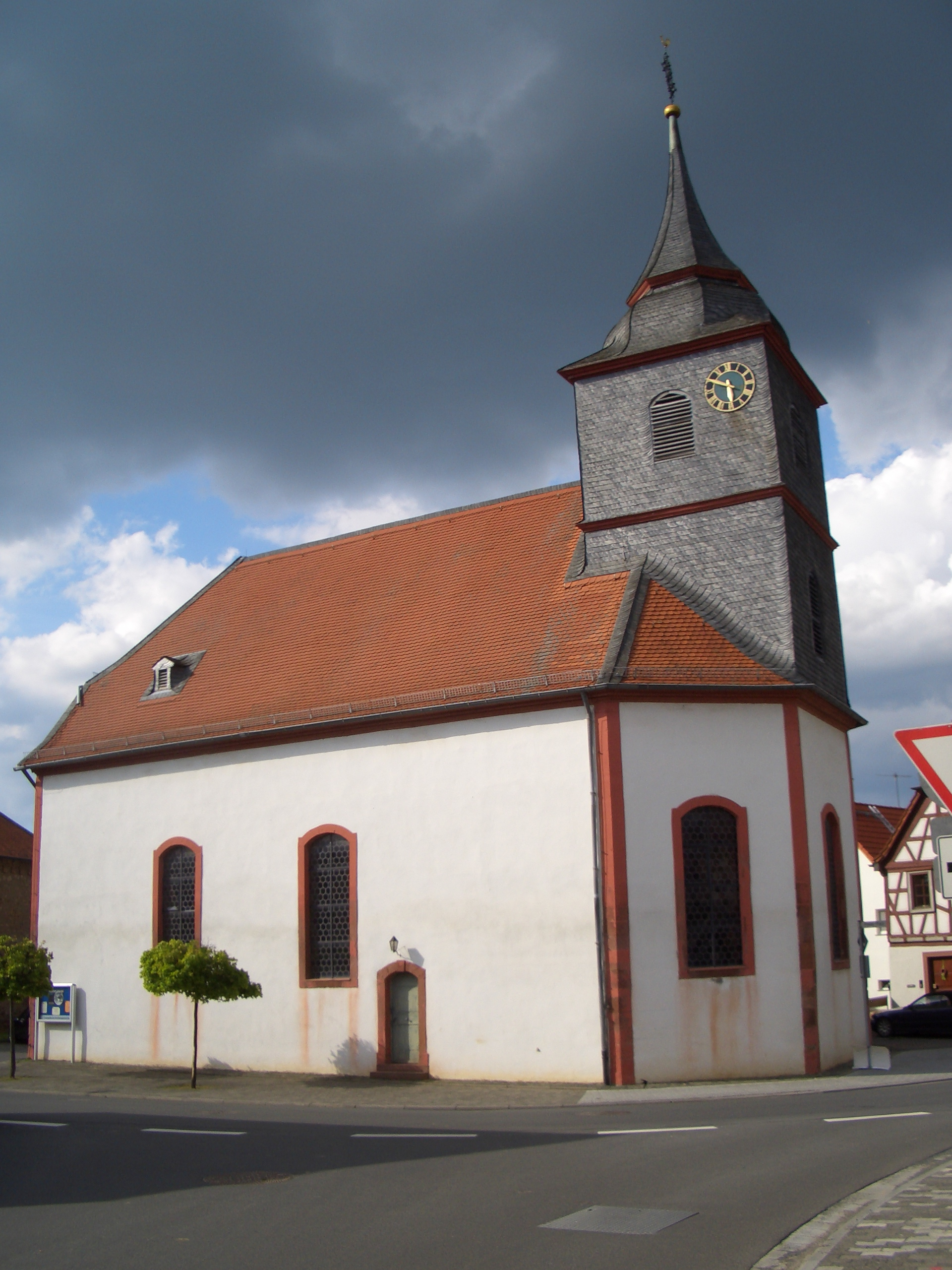
Evangelische Kirche in Habitzheim
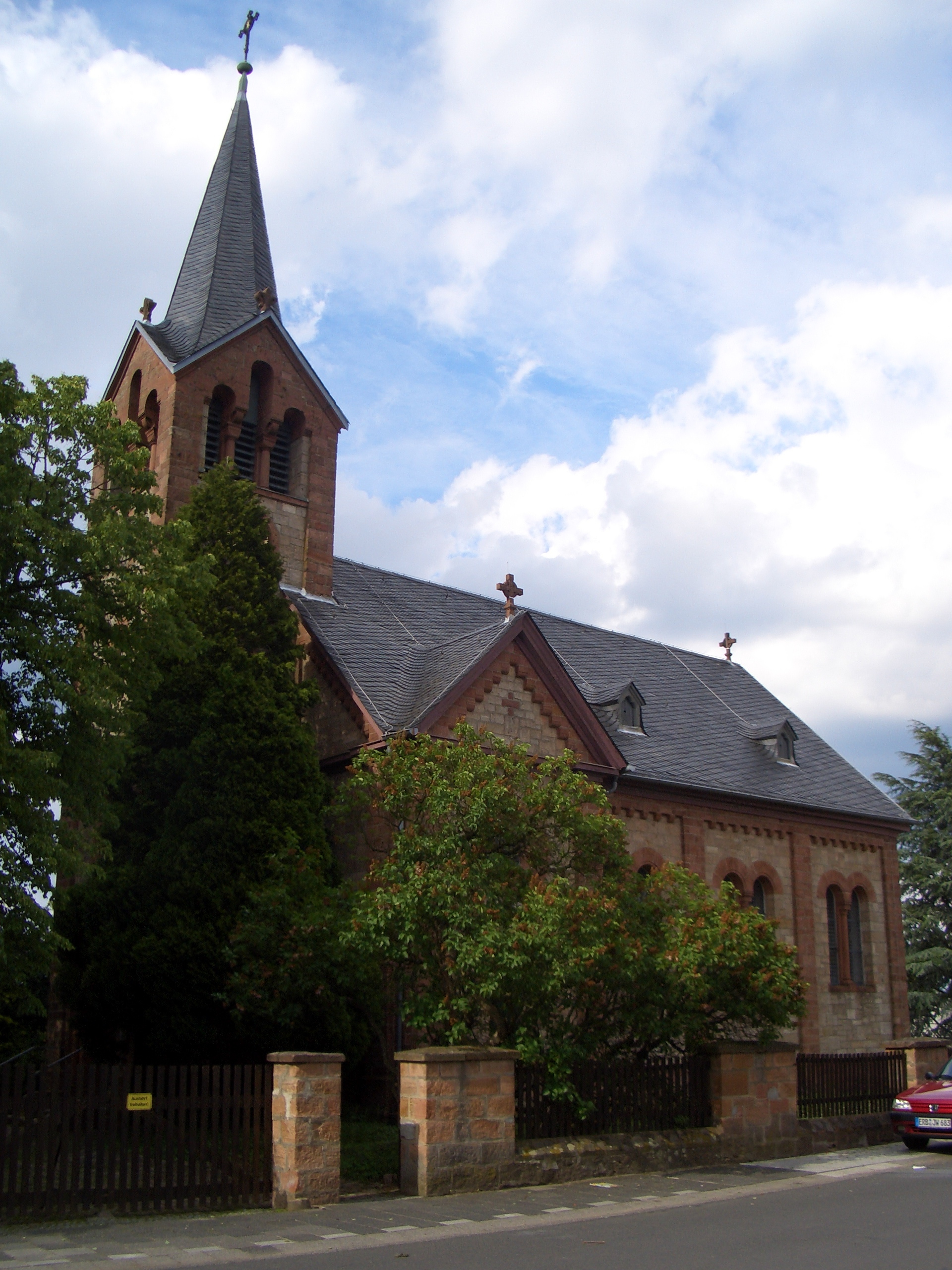
Evangelische Kirche in Hering
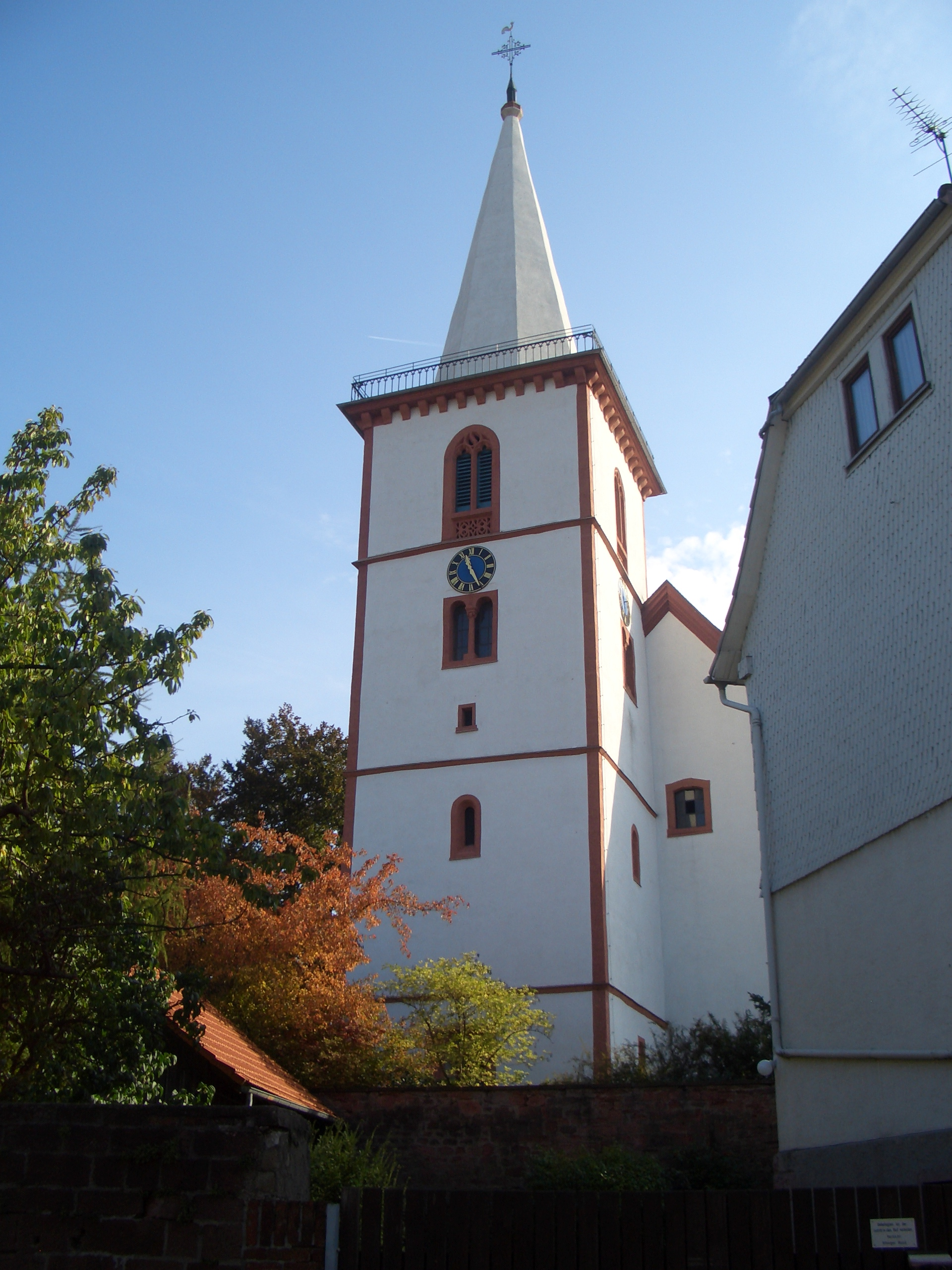
Evangelische Kirche in Lengfeld
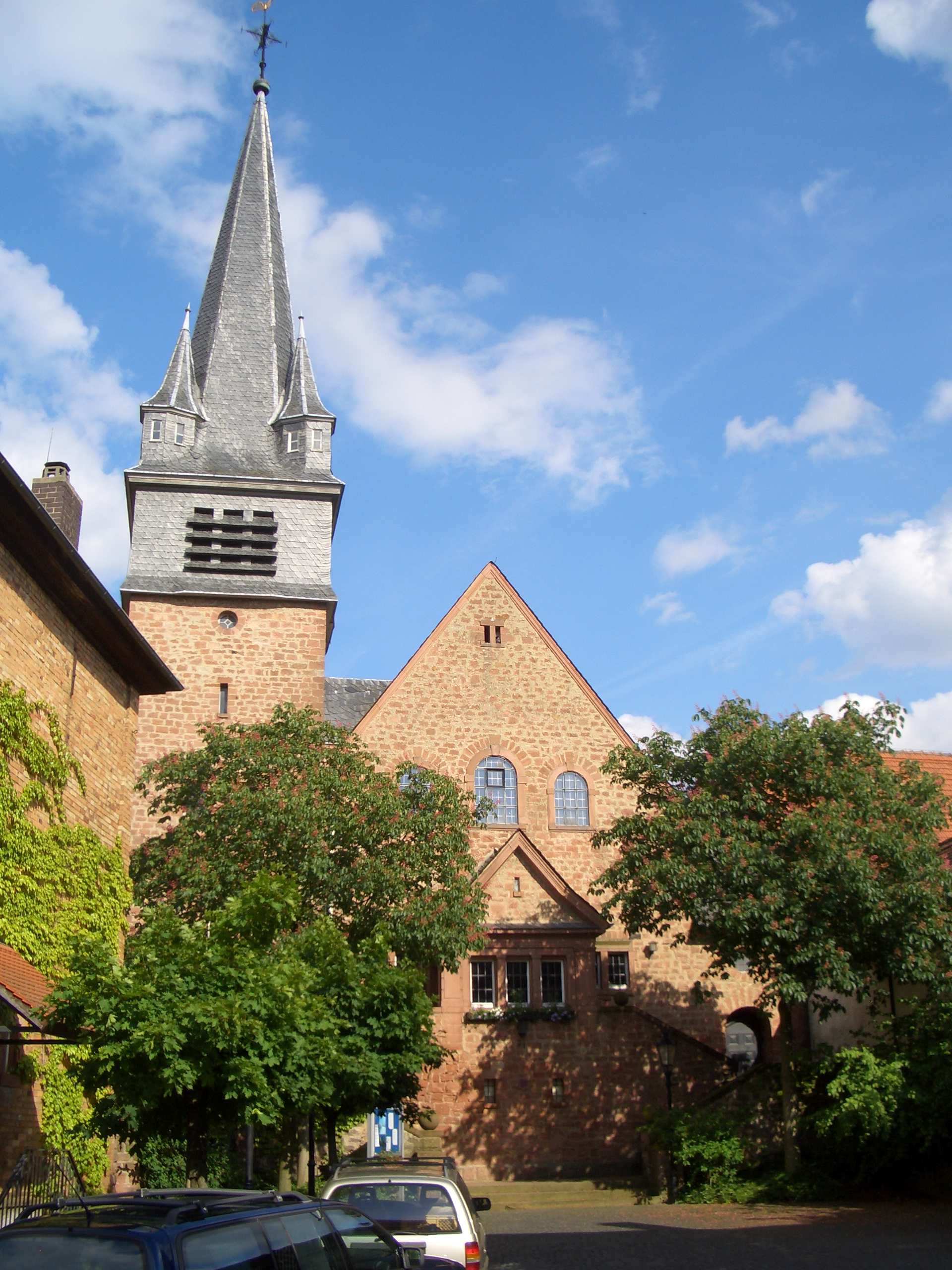
Evangelische Kirche in Nieder-Klingen
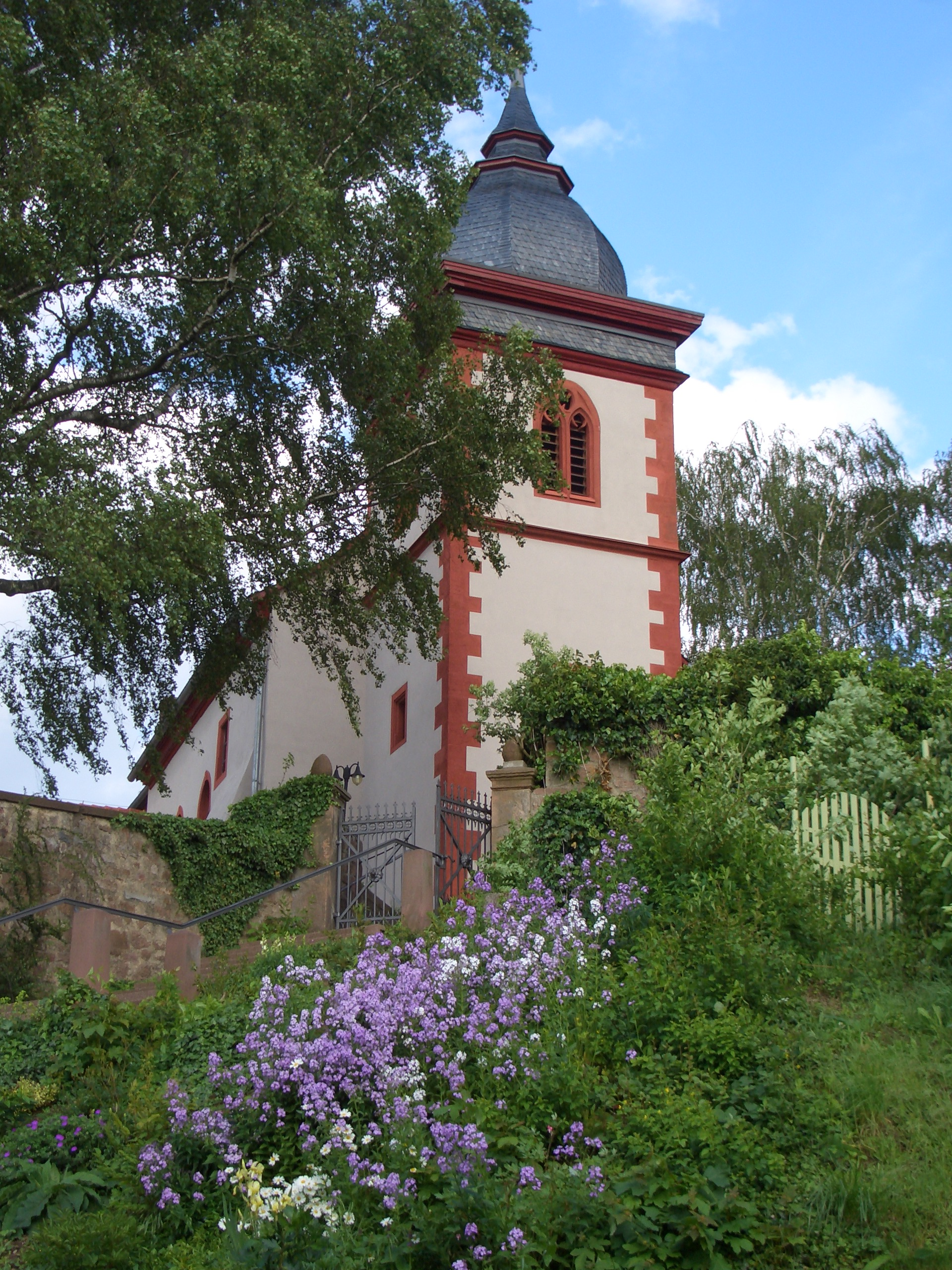
Evangelische Kirche in Ober-Klingen

### Katholische Kirche
- Zur Pfarrei St. Cyriakus Habitzheim gehören die Ortsteile Habitzheim, Nieder-Klingen, Ober-Klingen und der Groß-Umstädter Stadtteil Semd. In Habitzheim steht eine katholische Kirche.
- Hering, Lengfeld, Ober-Nauses, Schloß-Nauses, sowie der Groß-Umstädter Stadtteil Wiebelsbach sind in der Pfarrei Mariä Geburt verbunden. Sitz des Pfarramtes ist Hering. In Hering und Lengfeld steht jeweils ein katholisches Gotteshaus.

Im Jahr 2006 wurde die Pfarrgruppe Otzberg aus den Pfarreien Hering und Habitzheim gegründet.

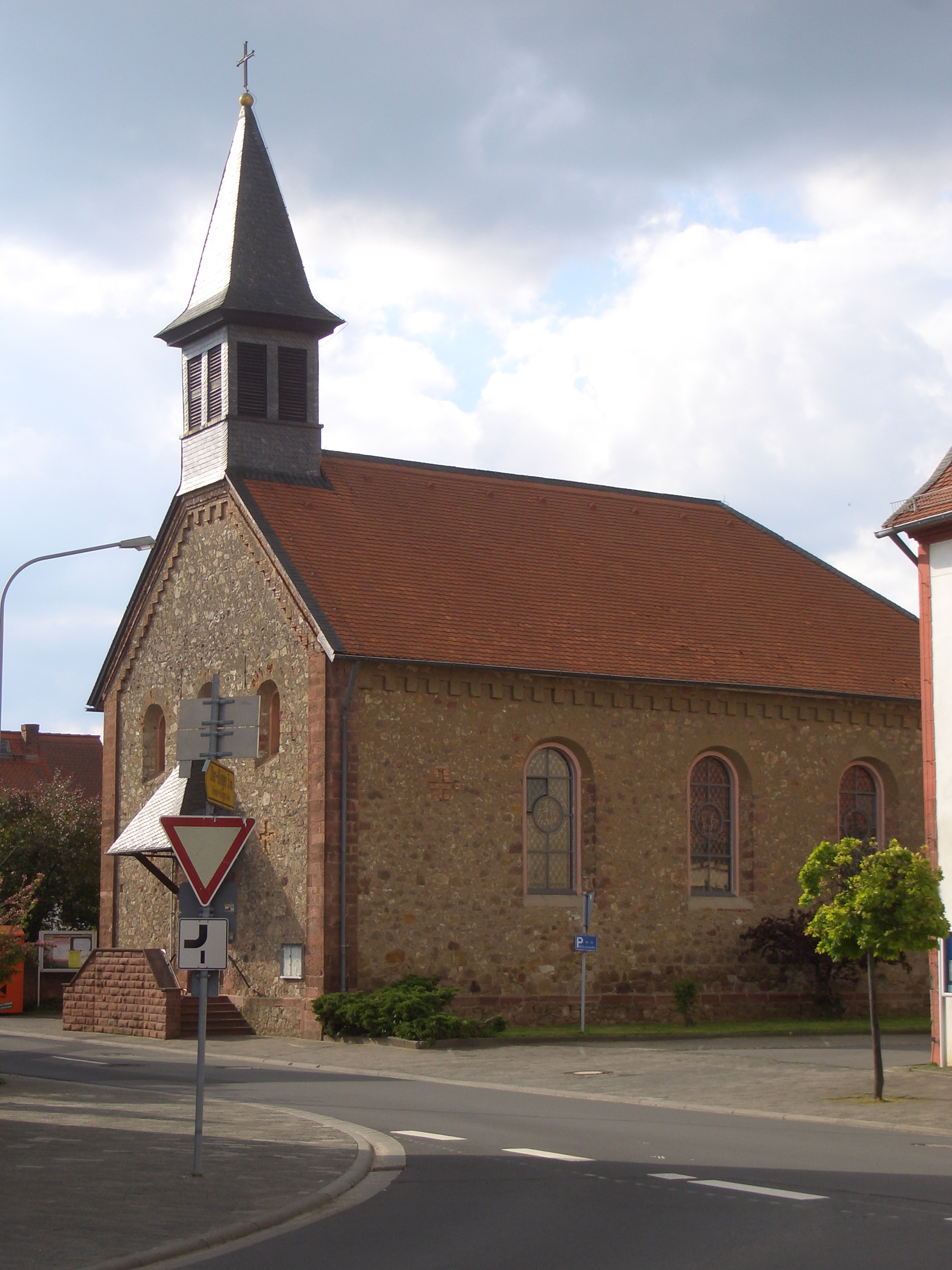
Katholische Kirche in Habitzheim
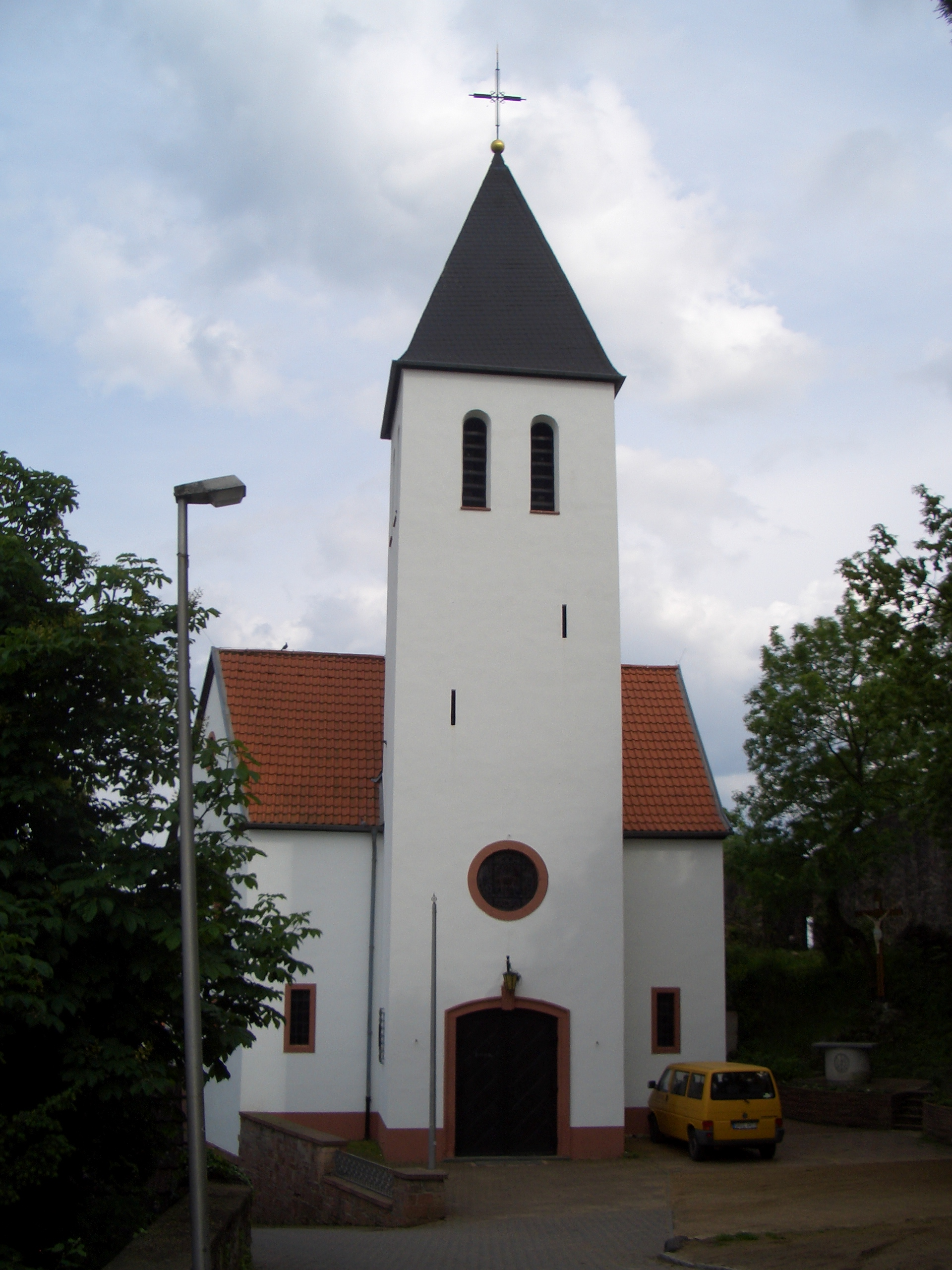
Katholische Kirche in Hering
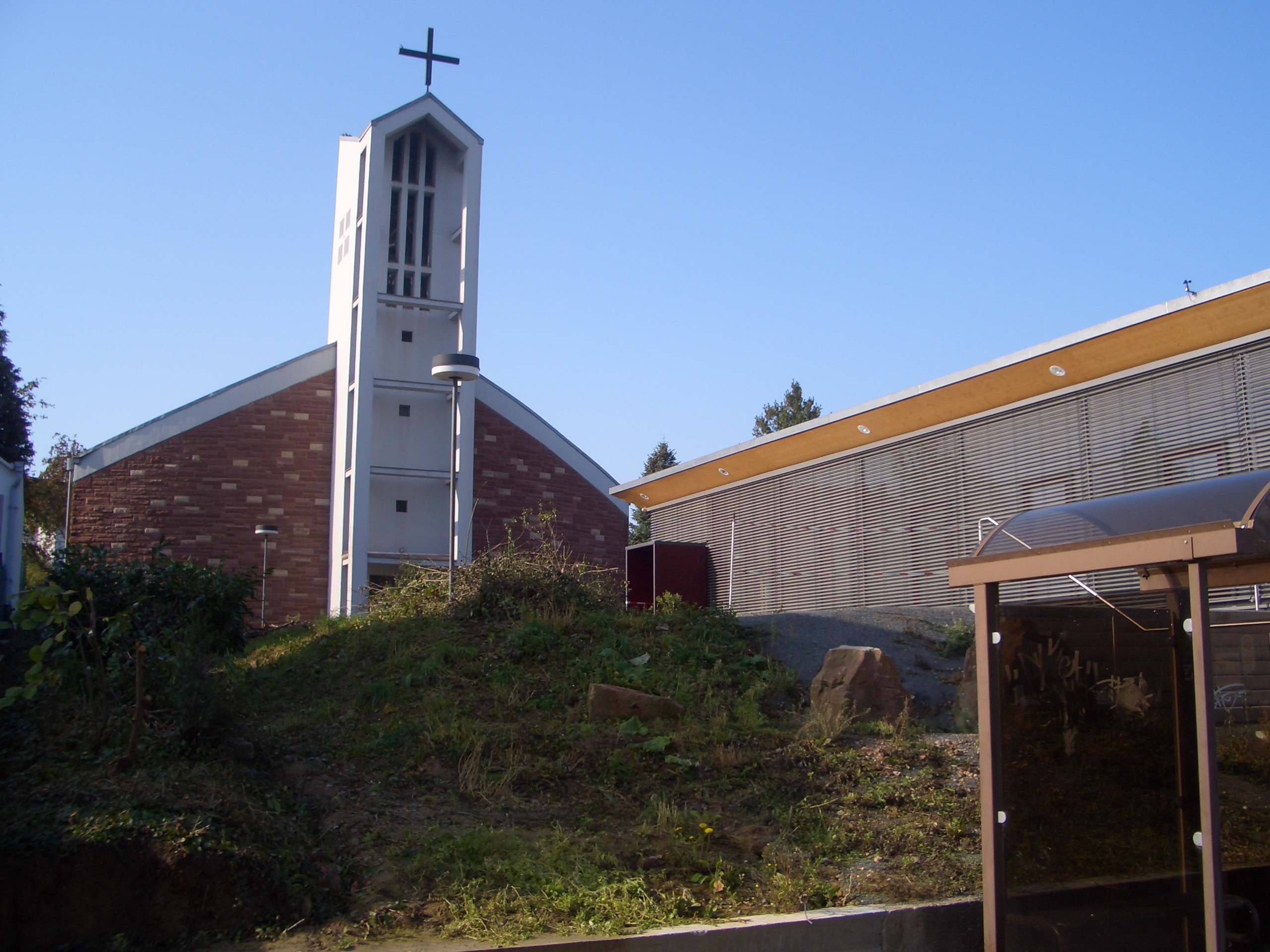
Katholische Kirche in Lengfeld

## Politik

### Gemeindevertretung
Die Kommunalwahl am 14. März 2021 lieferte folgendes Ergebnis, in Vergleich gesetzt zu früheren Kommunalwahlen:
| Sitzverteilung in der Gemeindevertretung 2021Insgesamt 25 Sitze - Grüne: 4 - FDP: 2 - CDU: 8 - MfO: 11 | Wahl- jahr | Wahl- beteili- gung | Es entfielen auf die Wahlvorschläge von | Es entfielen auf die Wahlvorschläge von | Es entfielen auf die Wahlvorschläge von | Es entfielen auf die Wahlvorschläge von | Es entfielen auf die Wahlvorschläge von | Es entfielen auf die Wahlvorschläge von | Es entfielen auf die Wahlvorschläge von | Es entfielen auf die Wahlvorschläge von | Es entfielen auf die Wahlvorschläge von | Es entfielen auf die Wahlvorschläge von | Es entfielen auf die Wahlvorschläge von | Es entfielen auf die Wahlvorschläge von | Es entfielen auf die Wahlvorschläge von | Es entfielen auf die Wahlvorschläge von | Es entfielen auf die Wahlvorschläge von | Es entfielen auf die Wahlvorschläge von |
| Sitzverteilung in der Gemeindevertretung 2021Insgesamt 25 Sitze - Grüne: 4 - FDP: 2 - CDU: 8 - MfO: 11 | Wahl- jahr | Wahl- beteili- gung | CDU                                     | CDU                                     | SPD                                     | SPD                                     | Grüne                                   | Grüne                                   | FDP                                     | FDP                                     | MfO                                     | MfO                                     | WGO                                     | WGO                                     | GALOB                                   | GALOB                                   | Insgesamt                               | Insgesamt                               |
| Sitzverteilung in der Gemeindevertretung 2021Insgesamt 25 Sitze - Grüne: 4 - FDP: 2 - CDU: 8 - MfO: 11 | Wahl- jahr | %                   | %                                       | Sitze                                   | %                                       | Sitze                                   | %                                       | Sitze                                   | %                                       | Sitze                                   | %                                       | Sitze                                   | %                                       | Sitze                                   | %                                       | Sitze                                   | %                                       | Sitze                                   |
| Sitzverteilung in der Gemeindevertretung 2021Insgesamt 25 Sitze - Grüne: 4 - FDP: 2 - CDU: 8 - MfO: 11 | 2021       | 60,2                | 34,1                                    | 8                                       | –                                       | –                                       | 15,6                                    | 4                                       | 8,0                                     | 2                                       | 42,3                                    | 11                                      | —                                       | —                                       | —                                       | —                                       | 100                                     | 25                                      |
| Sitzverteilung in der Gemeindevertretung 2021Insgesamt 25 Sitze - Grüne: 4 - FDP: 2 - CDU: 8 - MfO: 11 | 2016       | 53,2                | 39,7                                    | 10                                      | 31,3                                    | 8                                       | 13,6                                    | 3                                       | 15,4                                    | 4                                       | —                                       | —                                       | —                                       | —                                       | —                                       | —                                       | 100                                     | 25                                      |
| Sitzverteilung in der Gemeindevertretung 2021Insgesamt 25 Sitze - Grüne: 4 - FDP: 2 - CDU: 8 - MfO: 11 | 2011       | 56,2                | 42,7                                    | 13                                      | 32,9                                    | 10                                      | —                                       | —                                       | —                                       | —                                       | —                                       | —                                       | 12,0                                    | 4                                       | 12,4                                    | 4                                       | 100                                     | 31                                      |
| Sitzverteilung in der Gemeindevertretung 2021Insgesamt 25 Sitze - Grüne: 4 - FDP: 2 - CDU: 8 - MfO: 11 | 2006       | 54,5                | 48,5                                    | 15                                      | 32,4                                    | 10                                      | —                                       | —                                       | —                                       | —                                       | —                                       | —                                       | 11,2                                    | 4                                       | 7,9                                     | 2                                       | 100                                     | 31                                      |
| Sitzverteilung in der Gemeindevertretung 2021Insgesamt 25 Sitze - Grüne: 4 - FDP: 2 - CDU: 8 - MfO: 11 | 2001       | 60,6                | 51,7                                    | 16                                      | 35,4                                    | 11                                      | —                                       | —                                       | —                                       | —                                       | —                                       | —                                       | 6,2                                     | 2                                       | 6,7                                     | 2                                       | 100                                     | 31                                      |
| Sitzverteilung in der Gemeindevertretung 2021Insgesamt 25 Sitze - Grüne: 4 - FDP: 2 - CDU: 8 - MfO: 11 | 1997       | 73,9                | 48,3                                    | 15                                      | 31,9                                    | 10                                      | —                                       | —                                       | —                                       | —                                       | —                                       | —                                       | 13,4                                    | 4                                       | 6,5                                     | 2                                       | 100                                     | 31                                      |

Von 1972 bis 1989 hatte die CDU die absolute Mehrheit der 31 Sitze in der Gemeindevertretung und stellte stets den Bürgermeister.
1989 verlor die CDU die absolute Mehrheit und ging mit der Grünen Alternativen Liste Otzberger Bürger (GALOB) eine der ersten schwarz-grünen Koalitionen ein.
1997 zog die Wählergemeinschaft Otzberg (WGO), die durch eine Abspaltung aus der SPD hervorging, in die Otzberger Gemeindevertretung ein, was an den Mehrheitsverhältnissen aber nichts änderte. Bei den Wahlen 2001 büßte die WGO die Hälfte ihrer Mandate wieder ein.
Seitdem hatte die CDU wieder die absolute Mehrheit in der Gemeindevertretung bis 2006. Bis 2011 bildeten CDU und Grüne wieder eine schwarz-grüne Koalition am Otzberg. In der Legislaturperiode 2011–2016 kooperierte die CDU mit der WGO.

### Bürgermeister
Nach der hessischen Kommunalverfassung wird der Bürgermeister für eine sechsjährige Amtszeit gewählt, seit dem Jahr 1993 in einer Direktwahl, und ist Vorsitzender des Gemeindevorstands, dem in der Gemeinde Otzberg neben dem Bürgermeister ehrenamtlich ein Erster Beigeordneter und sechs weitere Beigeordnete angehören. Bürgermeister ist seit dem 1. April 2013 der parteiunabhängige Matthias Weber. Er wurde als Nachfolger von Karl Ohlemüller (CDU), der nach zwei Amtszeiten nicht wieder kandidiert hatte, am 28. Oktober 2012 im ersten Wahlgang bei 66,0 Prozent Wahlbeteiligung mit 65,4 Prozent der Stimmen gewählt. Es folgten zwei Wiederwahlen, zuletzt ohne Gegenkandidaten im Oktober 2024.
Amtszeiten der Bürgermeister
- seit 2013 Matthias Weber[34]
- 2001–2013 Karl Ohlemüller (CDU)
- 1989–2000 Reinhard Müller (CDU) (2000 im Amt verstorben, Erste Beigeordnete Vera Baier (GALOB) leitete danach die Gemeindeverwaltung kommissarisch)[37]
- 1973–1989 Karl-Heinz Leonhardt (CDU)
- 1972–1973 Johannes Saul (als Staatsbeauftragter eingesetzt)

### Ortsbezirke
Folgende Ortsbezirke mit Ortsbeirat und Ortsvorsteher nach der Hessischen Gemeindeordnung gibt es im Gemeindegebiet:
- Ortsbezirk Habitzheim (Gebiete der ehemaligen Gemeinde Habitzheim). Der Ortsbeirat besteht aus fünf Mitgliedern.
- Ortsbezirk Hering (Gebiete der ehemaligen Gemeinde Hering). Der Ortsbeirat besteht aus fünf Mitgliedern.
- Ortsbezirk Lengfeld (Gebiete der ehemaligen Gemeinde Lengfeld mit dem Weiler Zipfen). Der Ortsbeirat besteht aus fünf Mitgliedern.
- Ortsbezirk Nieder-Klingen (Gebiete der ehemaligen Gemeinde Nieder-Klingen). Der Ortsbeirat besteht aus fünf Mitgliedern.
- Ortsbezirk Ober-Klingen (Gebiete der ehemaligen Gemeinde Ober-Klingen). Der Ortsbeirat besteht aus fünf Mitgliedern.
- Ortsbezirk Ober-Nauses (Gebiete der ehemaligen Gemeinde Ober-Nauses). Der Ortsbeirat besteht aus drei Mitgliedern.

### Wappen und Flagge
Wappen

Blasonierung: „In Blau und Rot geteiltem Schild (Teilungslinie erniedrigt) oben eine silberne Burg mit nach oben schräg zulaufender äußerer und darüber gerader innerer Ringmauer mit rundem Mittelturm, unten und auf der äußeren Ringmauer aufgelegt ein gespaltener Schild, der vorne blau und silber gerautet und hinten in Gold ein schwarzes „O“ enthält.“
Das Wappen der Gemeinde Otzberg wurde am 13. Juni 1979 durch das Hessische Innenministerium genehmigt, gestaltet wurde es durch den Bad Nauheimer Heraldiker Heinz Ritt.
In seiner Gestaltung folgt es dem Wappen des Altkreises Dieburg. Die Burg stellt die Veste Otzberg, mit ihrem runden Bergfried, dem höchsten Punkt und Wahrzeichen der Gemeinde dar. Der kleine aufgelegte Schild entspricht dem Wappen des Oberamtes Otzberg, die blau-silbernen Rauten symbolisieren dabei die historische Zugehörigkeit zur Kurpfalz.

Flagge
Gemeinsam mit dem Wappen wurde auch eine Gemeindeflagge genehmigt, die wie folgt beschrieben wird:
 „Auf weißer Mittelbahn, belegt von zwei blauen Seitenstreifen in der oberen Hälfte aufgelegt das Gemeindewappen.“ 
Die Flagge bezieht sich in der Dreiteilung des Flaggentuches auf die ehemalige Gemeindeflagge von Lengfeld, die Farbgebung folgt der des Wappens.

### Partnerschaften
- Lencloître, Département Vienne, Frankreich, seit 1983
- Langenweißbach, Landkreis Zwickau, Deutschland, von 1990 bis 2025

## Kultur und Sehenswürdigkeiten

### Museen

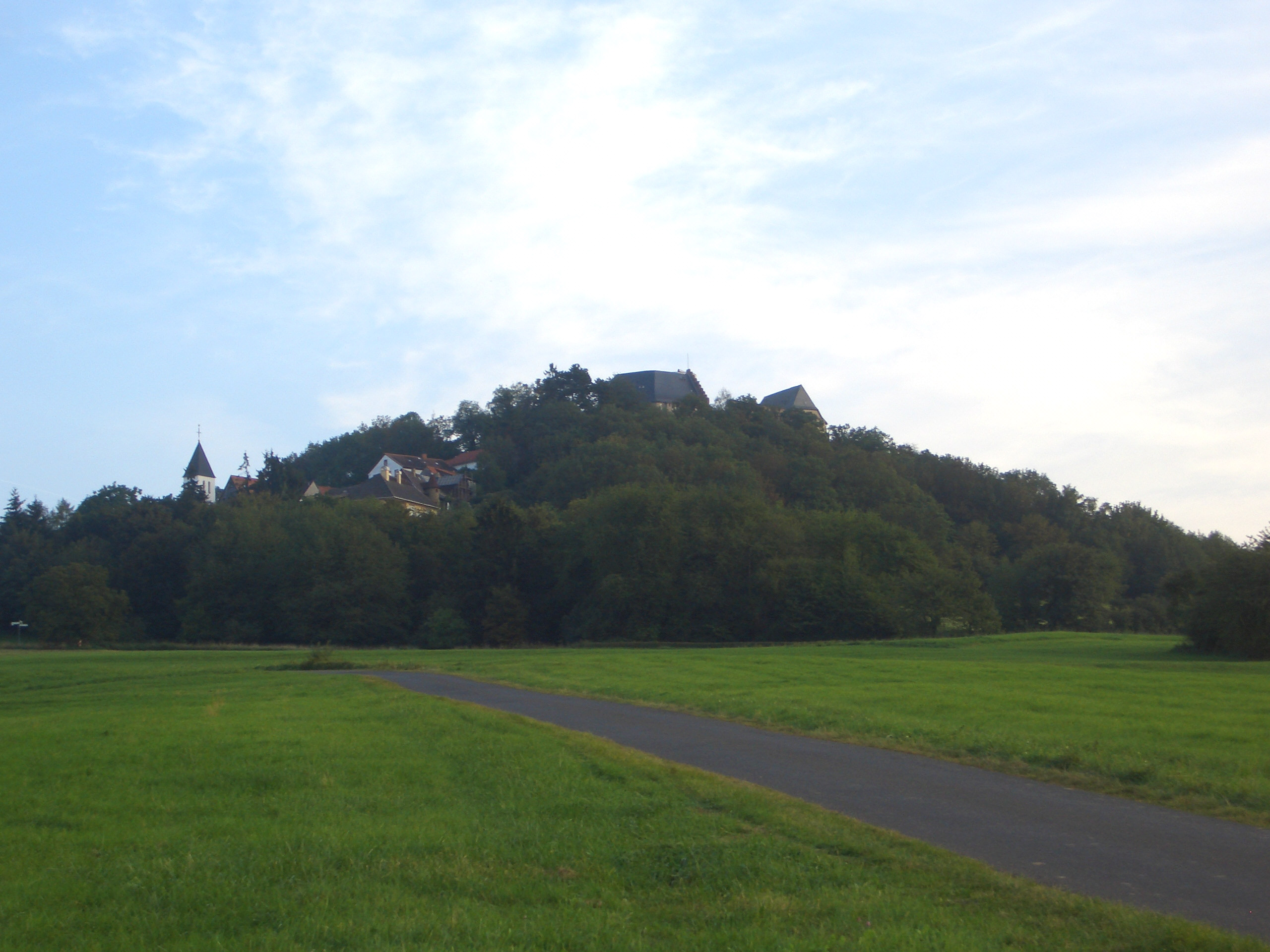
Die Veste Otzberg in Hering

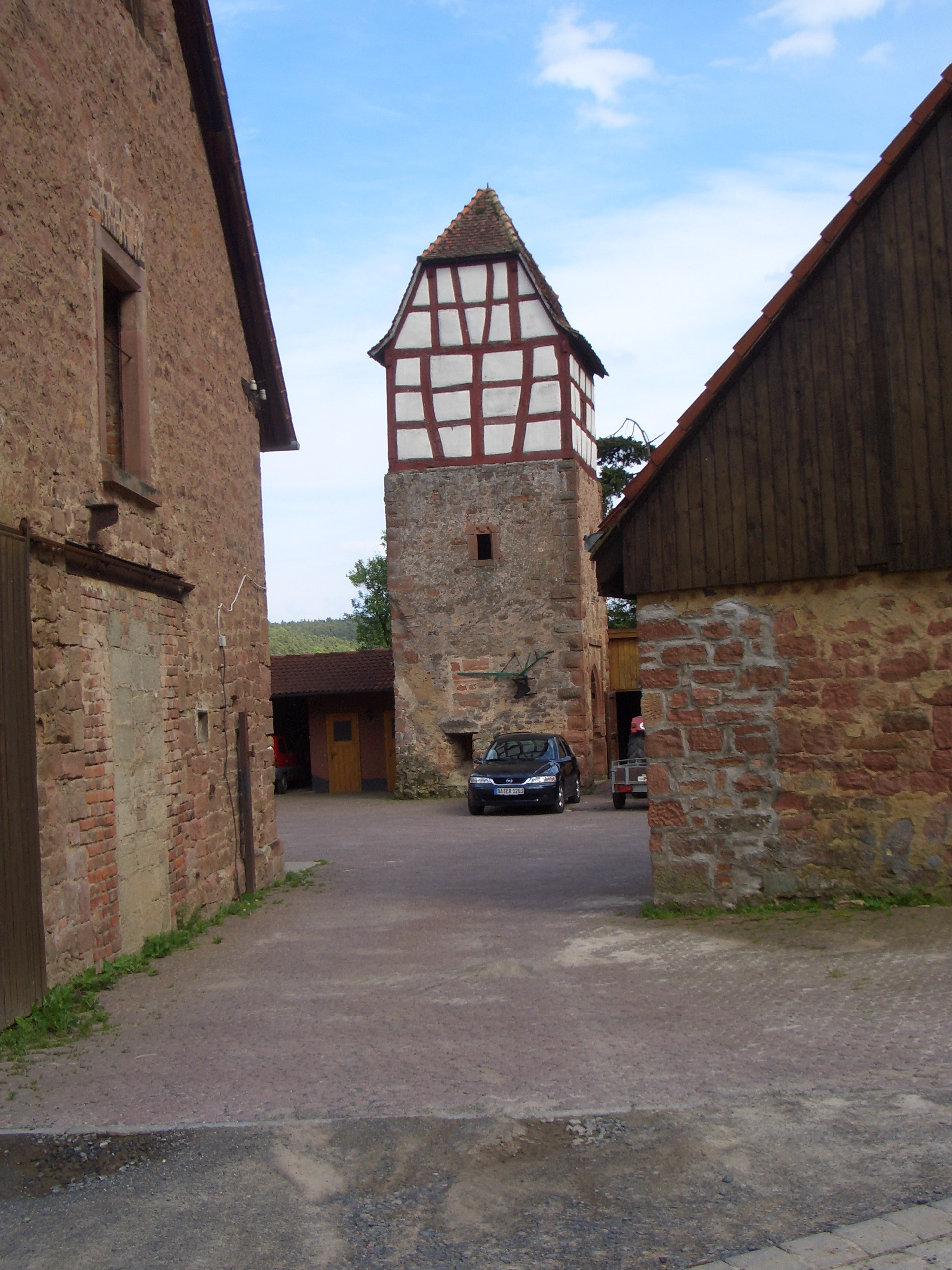
Teil des ehemaligen Wasserschlosses Nauses

- Das Museum für Odenwälder Volkskultur befindet sich seit 2009 im Alten Rathaus Lengfeld (geöffnet jeden ersten Sonntag im Monat)[40]
- Das Automuseum „Galeria Auto d´Epoca“ befindet sich im historischen Feuerwehrhaus in Lengfeld.[41] (Hat laut Google dauerhaft geschlossen.)
- Das Museum „Sammlung zur Volkskunde in Hessen“ auf der Veste Otzberg hat geschlossen.[42]
- Die Alte Schmiede befindet sich in Lengfeld. Zur Besichtigung sind Terminabsprachen nötig (Museum Sammlung zur Volkskunde in Hessen)

### Bauwerke

#### Veste Otzberg
Die Veste Otzberg wurde auf dem Gipfel des gleichnamigen Berges in 368 m ü. NN errichtet. Erstmals wird das castrum Othesberg 1231 in einer Urkunde erwähnt. Die Veste dürfte Ende des 12. Jahrhunderts/Anfang des 13. Jahrhunderts gebaut worden sein.
Die Gestalt der Festung wird geprägt durch die im 16. Jahrhundert errichteten doppelten Ringmauern, die eine ovale Form beschreiben, und den Bergfried, der romanischen Ursprungs ist. Der Charakter ist der einer Festung aus der Zeit nach Einführung der Artillerie, typische Burgeigenschaften wie Türme fehlen völlig.

#### Wasserburg Schloß-Nauses
Die Wasserburg Schloß-Nauses befindet sich in einem Tal südöstlich des Otzbergs.
Ursprünglich wurde das Schloss Nauses als Wasserburg angelegt, aber von den Wehranlagen und Gräben ist nichts mehr zu sehen. Nur das Haupthaus (Herrenhaus) und der Torturm sind erhalten. Die vorhandenen Nebengebäude wurden im 19. und 20. Jahrhundert errichtet.

#### Altes Rathaus in Lengfeld
Das Alte Rathaus, welches sich mitten auf der Straße befindet, wurde 1717 erbaut und unter Bürgermeister Johan Bastian Bauer eingeweiht. Das Rathaus ist seit 1905 denkmalgeschützt; es ist zweigeschossig, mit einem großen Speicher unter dem Krüppelwalmdach. Das Untergeschoss ist massiv aus Bruchsteinen mit Sandstein-Eckquaderung ausgeführt. Das Obergeschoss wurde in Fachwerkbauweise errichtet. Im Untergeschoss besteht eine Durchfahrt in nordsüdlicher Richtung. Bis 1973 wurde der Verkehr noch durch das Rathaus gelenkt und danach erst eine Umgehung des Rathauses gebaut. Ab 1974 befand sich das Museum zur Volkskunde Hessen in den Räumen des Rathauses, von 1984 bis etwa 1999 war dort das Spielzeugmuseum, eine Abteilung des Museums Otzberg, eingerichtet. Ab 2009 ist dort das Museum für Odenwälder Volkskultur beheimatet, das ebenfalls von Gerd J. Grein geleitet wird. Im Mai 2020 wurde mit einer grundlegenden Sanierung des Gebäudes begonnen, die auch die Innenbereiche umfasst.

#### Bundenmühle
In der gegen Ende des 18. Jahrhunderts erbauten „Bundenmühle“, etwa einen halben Kilometer außerhalb gelegen (Karte), wurde zwischen 1983 und 1993 die Fernsehserie Diese Drombuschs für das ZDF gedreht. Das Wohnhaus der Mühle ist inzwischen nach einem Brand Anfang 2024 abgerissen worden.

#### Sonstige sehenswerte Bauwerke oder Anlagen
- Altes Rathaus in Nieder-Klingen
- Ehemalige Wasserburg Habitzheim, heute Hofgut
- Befestigte Friedhofsanlage Habitzheim
- Die Katholische Kirche und das Burgmannenhaus in Hering
- Ev. Kirche in Lengfeld

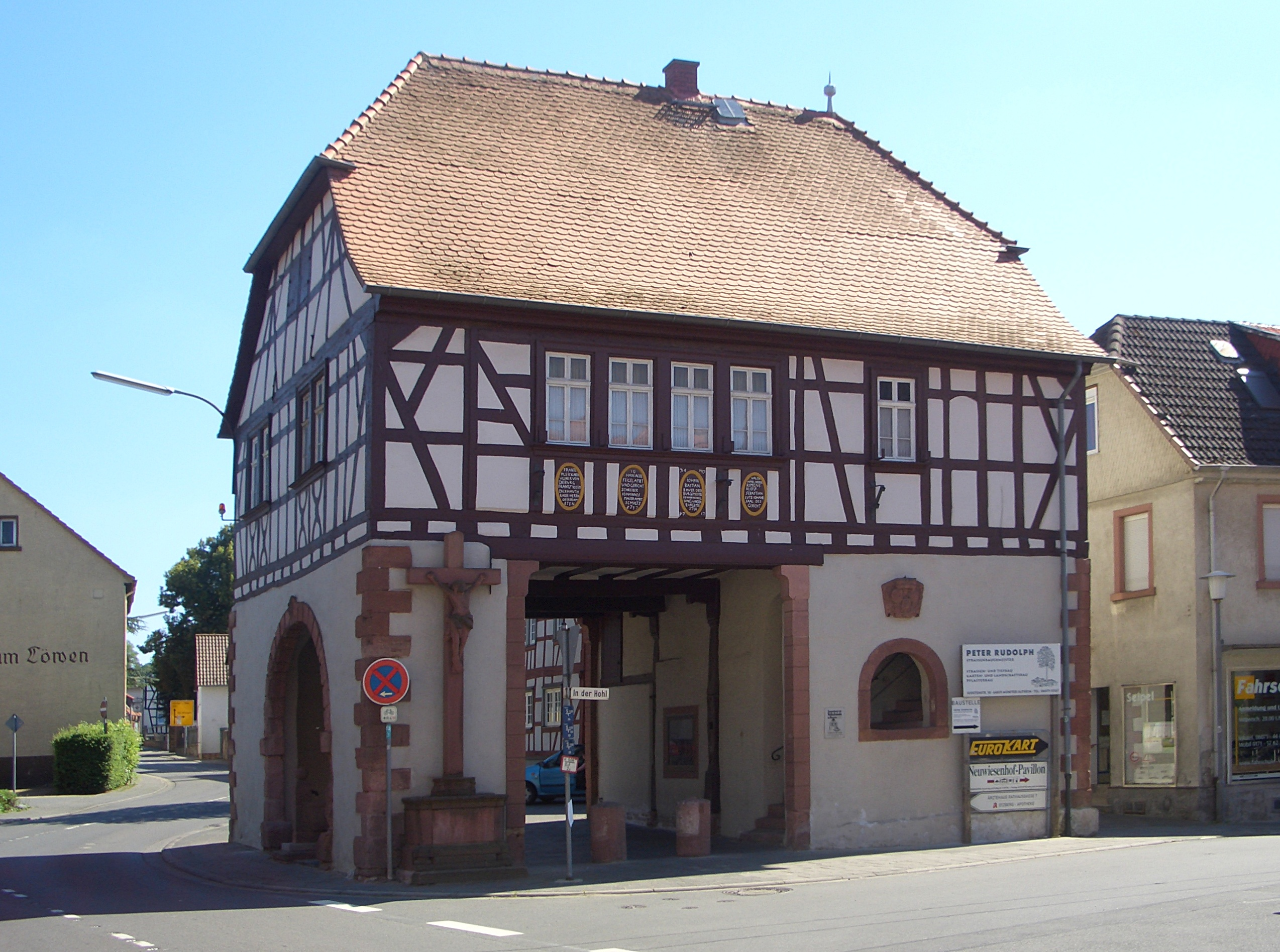
Das alte Rathaus in Lengfeld
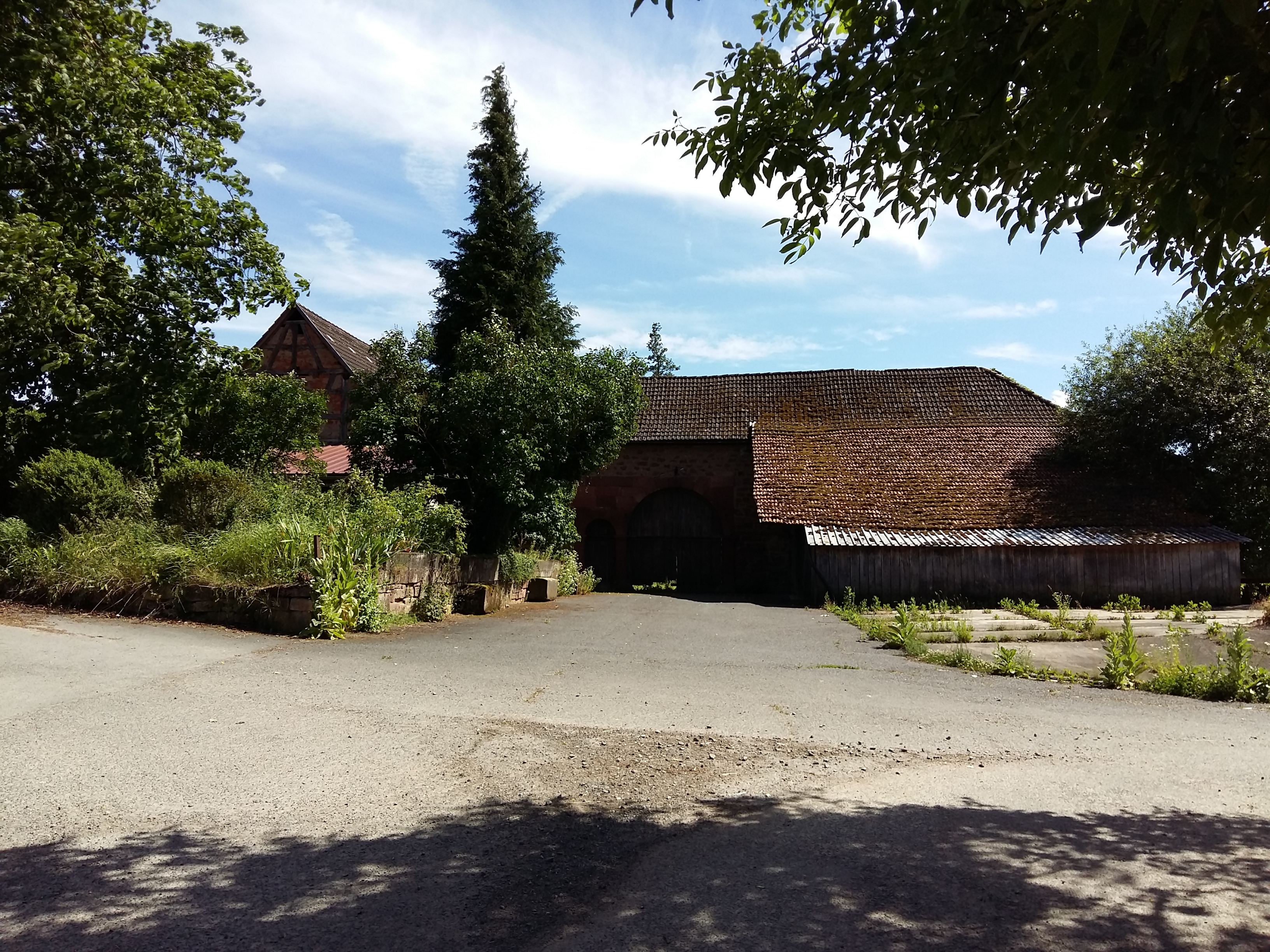
Die Bundenmühle bei Lengfeld
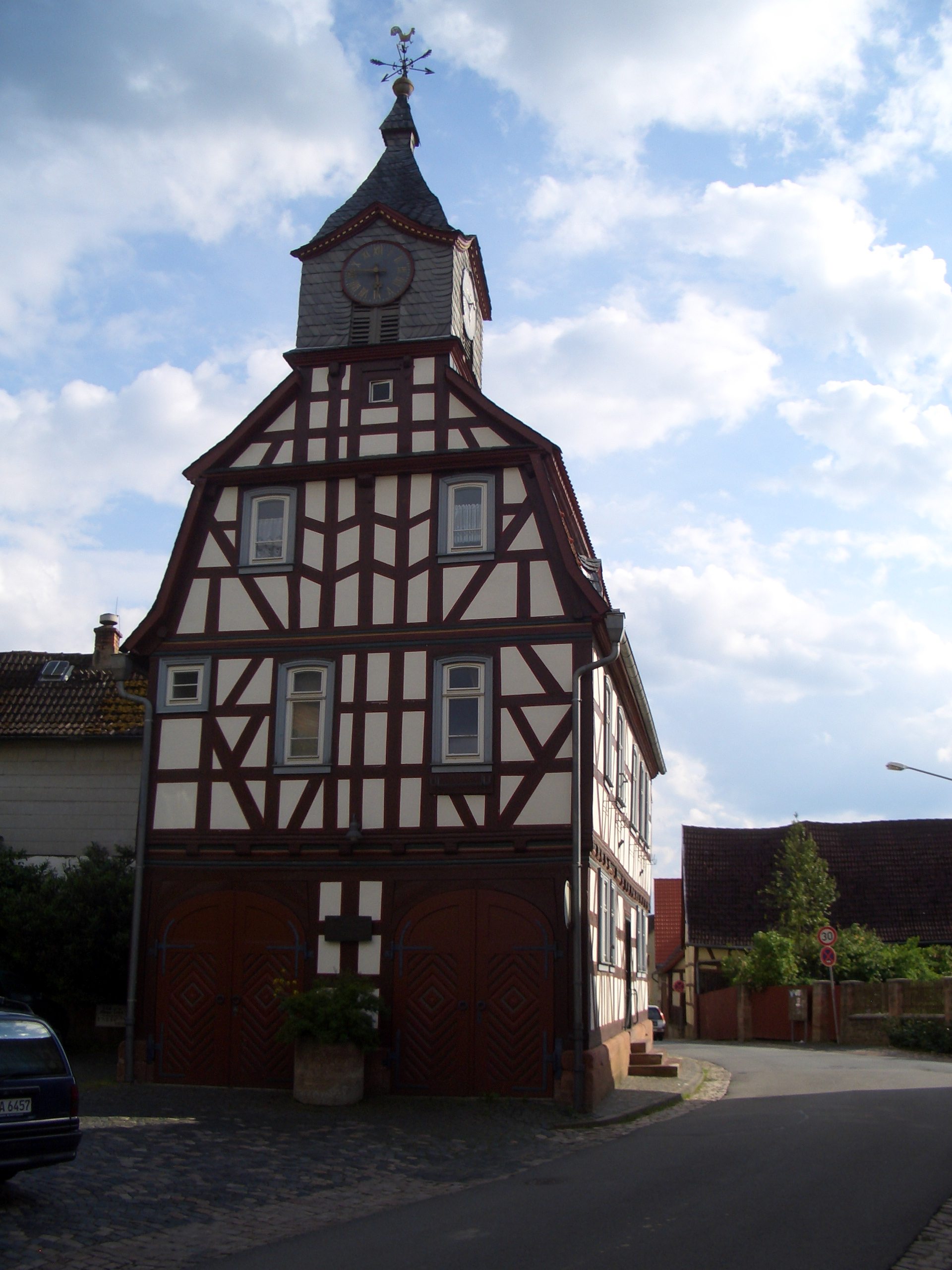
Altes Rathaus in Nieder-Klingen
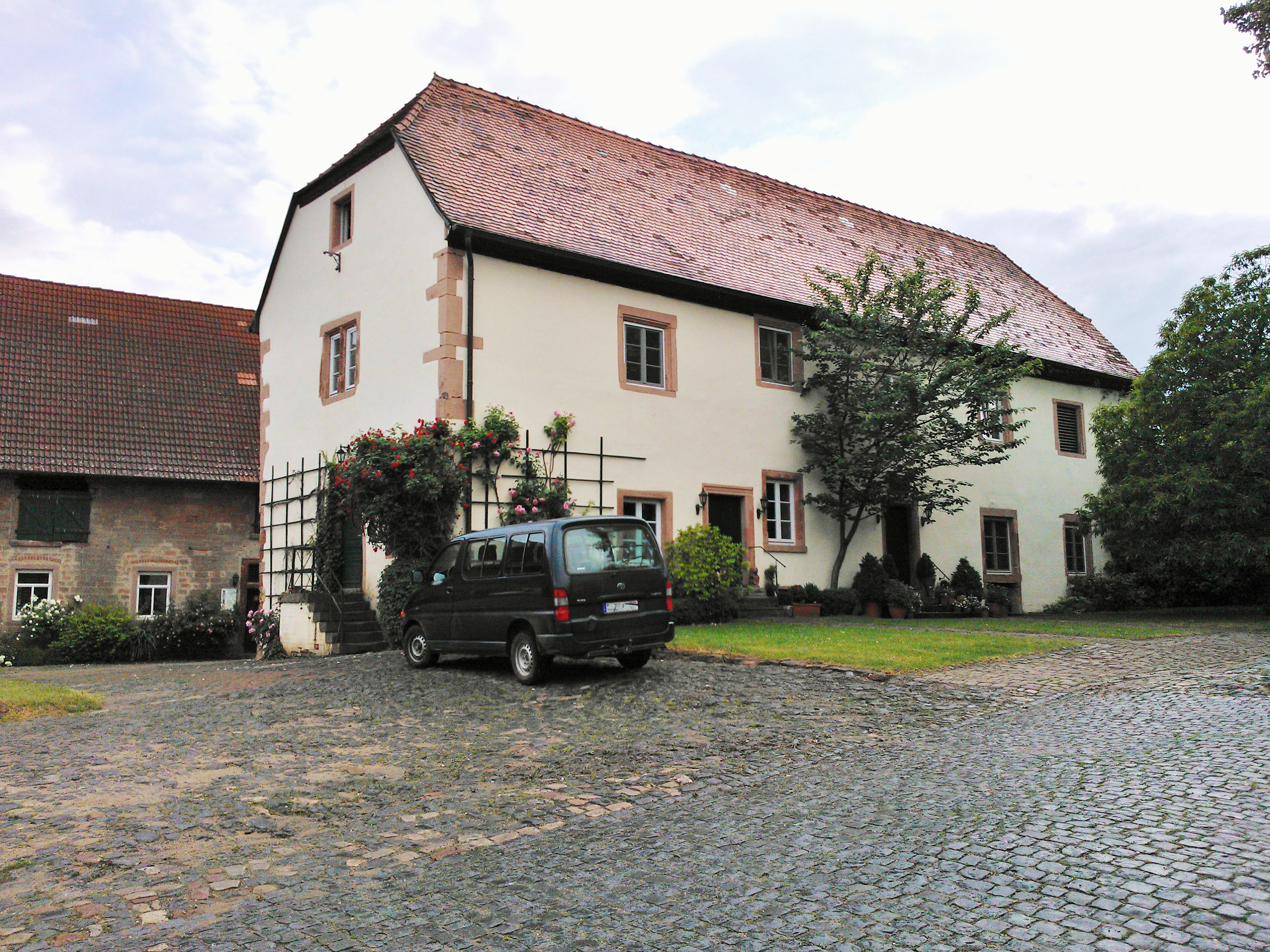
Die ehemalige Kapelle und Speicher der Burg Habitzheim, heute umgebautes Wohnhaus der Hofgutes Habitzheim
Das Burgmannenhaus in Hering

### Parks und Naherholungsgebiete
Der seit 1975 durch den Gesangsverein Nieder-Klingen erschlossene Hollergraben im Ortsteil Nieder-Klingen ist ein beliebter Veranstaltungsort für öffentliche Grillfeste der örtlichen Vereine.
Der Jugendzeltplatz Junkerwald mit einem kleinen Bach bietet Kindern und Jugendlichen eine naturverbundene Freizeitgestaltung.

### Natur und Schutzgebiete

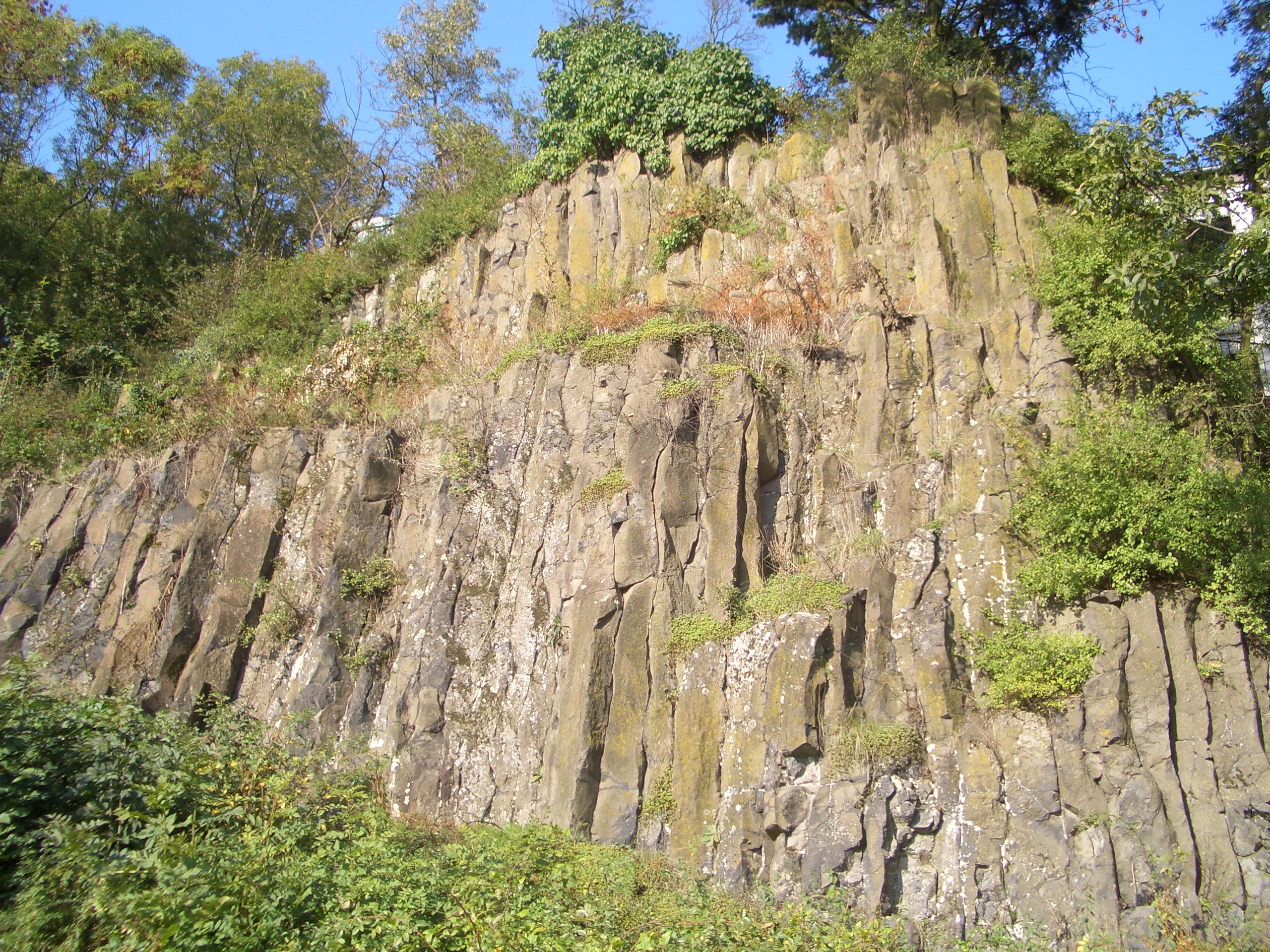
Erstarrter Nephelin-Säulenbasalt am Otzberg

Das Naturschutzgebiet Taubensemd von Habitzheim, Semd und Groß-Umstadt liegt zu einem Teil in der Gemarkung Habitzheim. Außerdem gibt es im Gemeindegebiet von Otzberg zwei Natura2000-Gebiete, das FFH-Gebiet Wald südlich von Otzberg und Teilflächen vom FFH-Gebiet Grünlandbereiche östlich von Brensbach.
Als Naturdenkmale sind geschützt:
- Die Friedenslinde (Sommerlinde) in Nieder-Klingen (etwa 1871)
- Aufgelassener Säulenbasalt-Steinbruch in Hering
- Gebiet um den Otzberg, ein Kegel aus Nephelin-Basalt
- Das Naturdenkmal „Eichgraben bei Zipfen“ ist ein ehemaliger Sandstein-Steinbruch.

Auch zahlreiche Löss-Hohle wie der „Hintere und vordere Kuhgraben“ in Lengfeld und Nieder-Klingen sowie die Hohle „Kargenhölle“, „Kuhtränke“, „Mordkaute“, „Griesbusch“, „Gaulsgräben“, „Halde“ und „Felsenwiese am Kalkofen“ in Ober-Klingen sind als flächenhafte Naturdenkmale ausgewiesen. Sie sind historische Zeugnisse der alten Kulturlandschaft und bilden in der offenen Agrarlandschaft ein wichtiges Rückzugsgebiet für viele Tiere.

### Regelmäßige Veranstaltungen
- Am 3. und 4. Adventswochenende Weihnachtsmarkt in Hering.
- Jeweils im September die Otzberger Sommerkonzerte, eine Kammermusikreihe mit jungen Interpreten auf der Veste Otzberg.
- Alle drei Jahre Otzbergwoche in allen Ortsteilen.

## Wirtschaft und Infrastruktur

### Flächennutzung
Das Gemeindegebiet umfasst eine Gesamtfläche von 4195 Hektar, davon entfallen in ha auf:
| Nutzungsart             | Nutzungsart             | 2011 | 2015 |
| ----------------------- | ----------------------- | ---- | ---- |
| Gebäude- und Freifläche | Gebäude- und Freifläche | 185  | 188  |
| davon                   | Wohnen                  | 123  | 124  |
|                         | Gewerbe                 | 5    | 5    |
| Betriebsfläche          | Betriebsfläche          | 11   | 12   |
| davon                   | Abbauland               | 1    | 1    |
| Erholungsfläche         | Erholungsfläche         | 13   | 13   |
| davon                   | Grünanlage              | 5    | 5    |
| Verkehrsfläche          | Verkehrsfläche          | 237  | 237  |
| Landwirtschaftsfläche   | Landwirtschaftsfläche   | 2672 | 2671 |
| davon                   | Moor                    | 0    | 0    |
|                         | Heide                   | 0    | 0    |
| Waldfläche              | Waldfläche              | 1038 | 1038 |
| Wasserfläche            | Wasserfläche            | 25   | 25   |
| Sonstige Nutzung        | Sonstige Nutzung        | 13   | 11   |

### Wirtschaftsstruktur

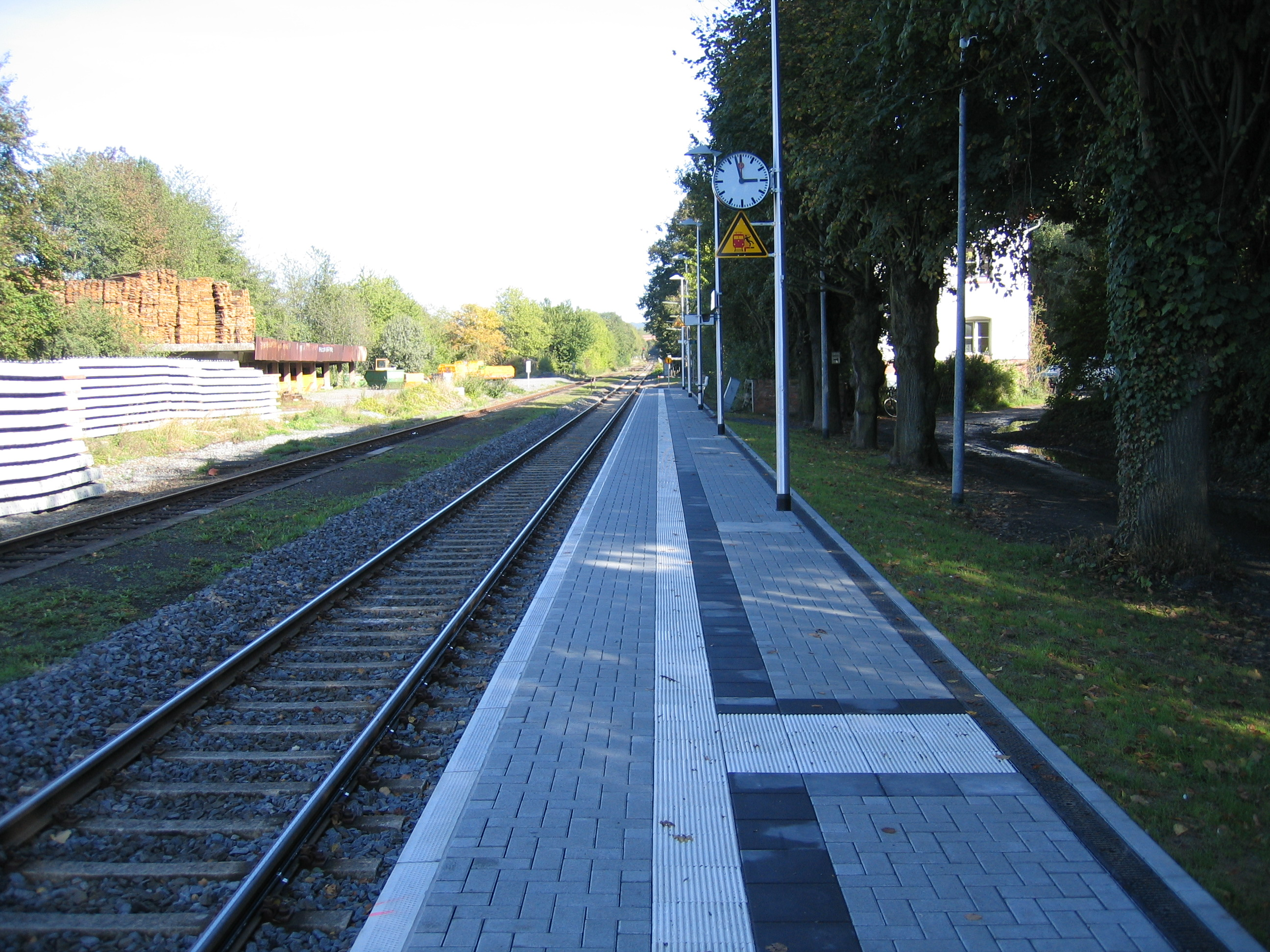
Bahnhof Otzberg-Lengfeld

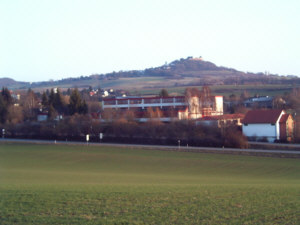
Die Otzbergschule in Lengfeld

Die „Otzberg“ Lokomotive der Hessischen Ludwigsbahn

In Otzberg gab es 2017 862 Beschäftigte, von denen die meisten im produzierenden Gewerbe sowie Handel, Gastgewerbe, Verkehr und bei öffentlichen und privaten Dienstleistern tätig waren. Nur 5,7 % der Beschäftigten waren in der Landwirtschaft tätig. 245 Unternehmen gab es 2016 in Otzberg.
In Otzberg existiert, im Ortsteil Lengfeld, ein Gewerbegebiet von 150.000 m² Größe.

### Ansässige Unternehmen
Der in Fachkreisen bekannteste Betrieb dürfte die Firma „Eurokart“ von Adolf Neubert sein, der sich mit dem Vertrieb von Karts und Zubehör widmet. Für die Firma fuhren Motorsportgrößen wie Michael Schumacher, Stefan Bellof, Bernd Schneider sowie Timo Glock und konnten somit ihre ersten beruflichen Erfahrungen im Motorsport sammeln.
Des Weiteren ist Otzberg heute hauptsächlich geprägt von Kleinbetrieben und mittelständischen sowie Landwirtschaftsbetrieben.

### Verkehr
- Anschluss an die Odenwaldbahn (Frankfurt/Darmstadt – Erbach – Eberbach) am Bahnhof Otzberg-Lengfeld.
- Busverbindungen Richtung Groß-Umstadt und Höchst durch die Buslinie GU1.
- Durch die Gemeinde führt die Bundesstraße 426, in der Nähe liegt die Bundesstraße 45.
- Der Frankfurter Flughafen ist etwa 50 Minuten mit dem Auto entfernt.
- Die Autobahnen A 3, A 5, A 67, A 45 und A 66 sind schnell und leicht zu erreichen.

### Medien
Für die Gemeinde wird die Zeitung „Otzberg-Bote“ herausgegeben, eine wöchentliche Zeitung (Erscheinungstag jeweils Donnerstag), die über die Gemeinde und ihre Ortsteile berichtet. Ebenfalls werden darin Vereinsneuigkeiten und aktuelle Nachrichten veröffentlicht. Weiterhin fungiert sie als Amtsblatt der Gemeinde Otzberg.
Auch der Regionalteil des Darmstädter Echo berichtet unregelmäßig über Otzberg.

### Bildung
- Hasselbachschule in Habitzheim (Grundschule)
- Otzbergschule in Lengfeld (Grund-, Förder-, Haupt- und Realschule)

## Sonstiges
Eine Lokomotive der Hessischen Ludwigsbahn von etwa 1870 hatte den Namen Otzberg erhalten.

## Persönlichkeiten
- Gerd J. Grein (* 16. Dezember 1944 in Langen) war bis 2008 Museumsleiter des Museums Otzberg und hessischer Volkskundler. Er lebt heute in Lengfeld.
- Karl Ernst Knodt (* 6. Juni 1856 in Eppelsheim; † 30. September 1917 in Bensheim), Dichter und evangelischer Pfarrer von Ober-Klingen.
- Lambert Tobias Koch (* 23. Juli 1965 im Ortsteil Hering), Wirtschaftswissenschaftler und Rektor der Bergischen Universität Wuppertal
- Patrick Koch (* 18. März 1976 in Groß-Umstadt) ist ein hessischer Politiker (SPD) und ehemaliger Abgeordneter des Hessischen Landtags. Seit 2014 ist er Bürgermeister in Pfungstadt.
- Christhard Richter (* 13. Juli 1938 in Niederlauken), deutscher Schriftsteller, der das Buch Isch hab den Krieg nit gemacht geschrieben hat, das seine Kindheit in Ober-Klingen während des Zweiten Weltkrieges wiedergibt.
- Horst Rumstedt (* 30. Januar 1921 in Sangerhausen; † 22. März 1986 in Otzberg), Maler und Bildhauer
- Willi Schissler (* 12. Dezember 1949 in Nieder-Klingen), deutscher Schriftsteller von regionalen Kriminalromanen.
- Michael Schumacher (* 3. Januar 1969 in Hürth-Hermülheim), deutscher Automobilrennfahrer, durchlief in Otzberg eine Ausbildung als Kfz-Mechaniker und machte dort seinen PKW-Führerschein. Er fuhr für den Lengfelder Rennstall Eurokart und erlangte verschiedene Meistertitel im Kartfahren (Junioren-Vize-Weltmeister und Europameister). Der spätere Formel-1-Weltmeister hatte auch seinen Wohnsitz 1986 in Otzberg gemeldet.[48]
- Manfred Spitzer (* 27. Mai 1958 in Lengfeld), deutscher Psychiater, Psychologe und Hochschullehrer.